# Pedro Muñoz (Ciudad Real)
Pedro Muñoz es un municipio y localidad española de la provincia de Ciudad Real, en la comunidad autónoma de Castilla-La Mancha.
Se encuentra situado en la punta nordeste de la provincia, en la región natural de La Mancha y, a su vez, en la comarca de la Mancha Alta, a una altitud de 656 m sobre el nivel del mar, en el margen derecho del río Záncara. Pertenece también a la asociación para el desarrollo y promoción de la Mancha Norte Promancha y a la Mancomunidad de Servicios de Comsermancha. En la comarca el pueblo es conocido popularmente como Perrote. Pertenece al partido judicial de Alcázar de San Juan y se encuentra a 113 km de la capital provincial.
El municipio, con una población de 7714 habitantes en 2015, y una densidad de población de 77,02 hab./km², tiene un término municipal de reducido tamaño, 101,3 km², debido al abandono del municipio en el año 1410; sin embargo, a finales del siglo XIX y durante principios del siglo XX llegó a convertirse en un importante núcleo económico en la región. Por aquel entonces era un referente industrial en la región cuando se creó, en un principio, industria vinculada al cultivo de la vid, cuando los pueblos de alrededor estaban estancados y paralizados económicamente. En 2007 poseía 373 empresas, con 45,27 empresas por cada mil habitantes.
El pueblo cuenta con un importante patrimonio de casas solariegas que pertenecieron a nobles y ricos que habitaron en esta localidad. Algunas de estas casas están blasonadas. También cuenta con una importante arquitectura religiosa: la iglesia renacentista y barroca de San Pedro Apóstol construida en 1700 y las ermitas de Nuestra Señora de los Ángeles, de San Miguel, de Nuestra Señora del Buen Parto, de San Isidro y de San Cristóbal.
También tiene un patrimonio natural y ecológico compuesto por un complejo palustre de tres lagunas, donde la laguna de la Vega o del Pueblo, es la más importante, ya que todos los años tiene agua. Allí se pueden ver numerosas especies de aves migratorias a través de dos miradores que hay instalados. Junto a la laguna se halla un centro de interpretación.
Además cuenta con un importante patrimonio industrial de antiguas bodegas, alcoholeras y dos antiguas fábricas de harinas, una de ellas de finales del siglo XIX en la orilla del río Záncara.

## Símbolos
El escudo de Pedro Muñoz posee un timbrado real abierto y se constituye en cuatro cuarteles en cruz de igual tamaño. En el primer campo de sable (negro), en el lado diestro superior aparece la Cruz de Santiago, pues fue esta orden militar la que fundó el municipio. El siguiente campo de sinople (verde), en el campo siniestro superior, aparece representado un castillo de plata, por el castillo o torreón que existió en un principio en la localidad. La Corona que aparece en el tercer campo de gules (rojo) rinde tributo a la monarquía, en agradecimiento a la emperatriz consorte Isabel (esposa de Carlos I) por concesión del título de villa en 1531, después de haber sido abandonado el municipio. El cuarto campo de azur (azul) alude a las guerras carlistas, con una espada cruzada con un bastón de mando en plata ambos y debajo dos manos derechas también en plata estrechándose aludiendo al acuerdo al que llegaron, en el mismo pueblo, los partidos carlistas y liberales como consecuencia del Abrazo de Vergara.
El himno de Pedro Muñoz es un pasodoble compuesto por Enrique García Rey, un antiguo director de la banda de música municipal.

## Geografía
Integrado en la comarca de La Mancha de la provincia de Ciudad Real, y a su vez, en la comarca natural de Mancha Alta, se sitúa a 123 kilómetros de la capital provincial.
El término municipal está atravesado por la carretera CM-420 (antigua N-420 entre los pK 307 y 315), además de por las carreteras autonómicas CM-3103, que comunica con Tomelloso y El Toboso, CM-3111, que conecta con Socuéllamos, y por una carretera local que sirve de comunicación con Las Mesas. 
| Noroeste: El Toboso (Toledo) y Campo de Criptana | Norte: El Toboso (Toledo)    | Noreste: Mota del Cuervo (Cuenca) |
| Oeste: Campo de Criptana                         |                              | Este: Mota del Cuervo (Cuenca)    |
| Suroeste: Campo de Criptana                      | Sur: Tomelloso y Socuéllamos | Sureste: Socuéllamos              |

### Relieve
El relieve es predominantemente llano, destacando algunas elevaciones aisladas como Tajoneras (691 m), Calderoncillo (687 m) y Amoaleras (669 m) así como varias lagunas integradas en la Reserva Natural Complejo Lagunar de Pedro Muñoz. Por el sur del territorio, y haciendo de límite natural con Socuéllamos, discurre el río Záncara. La altitud oscila entre los 691 m (Tajoneras) y los 645 m a orillas del río Záncara. El pueblo se alza a 656 m sobre el nivel del mar. 

### Clima
Pedro Muñoz se sitúa en el interior de la meseta, por lo que tiene un clima mediterráneo continental, es decir, templado y de temperaturas extremas (muy bajas en invierno y muy altas en verano), a pesar de este clima de temperaturas extremas, el verano y el invierno son secos, algo que hace que sean más saludables que los gélidos inviernos del norte o los veranos húmedos ecuatoriales, la primavera y el otoño son muy apacibles en esta región. Los vientos dominantes son el solano (del este) en verano, el cierzo (del noroeste) en invierno y el ábrego (del suroeste) durante todo el año.
Las precipitaciones suelen ser escasas, se producen durante la primavera y el otoño. En ocasiones, las lluvias aparecen en verano en forma de grandes tormentas aisladas. Se suelen producir algunas nevadas en diciembre y enero.
| Parámetros climáticos promedio de datos del año 2015 (Estación SIAR de El Pedernoso)   | Parámetros climáticos promedio de datos del año 2015 (Estación SIAR de El Pedernoso) | Parámetros climáticos promedio de datos del año 2015 (Estación SIAR de El Pedernoso) | Parámetros climáticos promedio de datos del año 2015 (Estación SIAR de El Pedernoso) | Parámetros climáticos promedio de datos del año 2015 (Estación SIAR de El Pedernoso) | Parámetros climáticos promedio de datos del año 2015 (Estación SIAR de El Pedernoso) | Parámetros climáticos promedio de datos del año 2015 (Estación SIAR de El Pedernoso) | Parámetros climáticos promedio de datos del año 2015 (Estación SIAR de El Pedernoso) | Parámetros climáticos promedio de datos del año 2015 (Estación SIAR de El Pedernoso) | Parámetros climáticos promedio de datos del año 2015 (Estación SIAR de El Pedernoso) | Parámetros climáticos promedio de datos del año 2015 (Estación SIAR de El Pedernoso) | Parámetros climáticos promedio de datos del año 2015 (Estación SIAR de El Pedernoso) | Parámetros climáticos promedio de datos del año 2015 (Estación SIAR de El Pedernoso) | Parámetros climáticos promedio de datos del año 2015 (Estación SIAR de El Pedernoso) |
| Mes                                                                                    | Ene.                                                                                 | Feb.                                                                                 | Mar.                                                                                 | Abr.                                                                                 | May.                                                                                 | Jun.                                                                                 | Jul.                                                                                 | Ago.                                                                                 | Sep.                                                                                 | Oct.                                                                                 | Nov.                                                                                 | Dic.                                                                                 | Anual                                                                                |
| -------------------------------------------------------------------------------------- | ------------------------------------------------------------------------------------ | ------------------------------------------------------------------------------------ | ------------------------------------------------------------------------------------ | ------------------------------------------------------------------------------------ | ------------------------------------------------------------------------------------ | ------------------------------------------------------------------------------------ | ------------------------------------------------------------------------------------ | ------------------------------------------------------------------------------------ | ------------------------------------------------------------------------------------ | ------------------------------------------------------------------------------------ | ------------------------------------------------------------------------------------ | ------------------------------------------------------------------------------------ | ------------------------------------------------------------------------------------ |
| Temp. máx. abs. (°C)                                                                   | 16.7                                                                                 | 16.4                                                                                 | 26.2                                                                                 | 25.4                                                                                 | 37.8                                                                                 | 39.5                                                                                 | 40.3                                                                                 | 39.0                                                                                 | 30.7                                                                                 | 25.9                                                                                 | 23.0                                                                                 | 19.8                                                                                 | 40.3                                                                                 |
| Temp. máx. media (°C)                                                                  | 11.4                                                                                 | 10.2                                                                                 | 17.0                                                                                 | 19.7                                                                                 | 27.7                                                                                 | 30.4                                                                                 | 37.1                                                                                 | 32.4                                                                                 | 26.2                                                                                 | 20.8                                                                                 | 17.3                                                                                 | 15.3                                                                                 | 22.2                                                                                 |
| Temp. media (°C)                                                                       | 3.4                                                                                  | 4.8                                                                                  | 9.2                                                                                  | 12.4                                                                                 | 18.6                                                                                 | 22.5                                                                                 | 27.9                                                                                 | 24.6                                                                                 | 18.6                                                                                 | 14.4                                                                                 | 9.1                                                                                  | 7.4                                                                                  | 14.5                                                                                 |
| Temp. mín. media (°C)                                                                  | -3.1                                                                                 | -0.4                                                                                 | 1.8                                                                                  | 5.3                                                                                  | 8.8                                                                                  | 14.2                                                                                 | 17.8                                                                                 | 16.7                                                                                 | 11.0                                                                                 | 8.5                                                                                  | 2.8                                                                                  | 1.4                                                                                  | 7.1                                                                                  |
| Temp. mín. abs. (°C)                                                                   | -6.6                                                                                 | -6.5                                                                                 | -4.2                                                                                 | 1.0                                                                                  | 2.2                                                                                  | 6.5                                                                                  | 12.6                                                                                 | 7.9                                                                                  | 4.3                                                                                  | 1.0                                                                                  | -3.5                                                                                 | -3.5                                                                                 | -6.6                                                                                 |
| Precipitación total (mm)                                                               | 22.0                                                                                 | 25.1                                                                                 | 53.8                                                                                 | 14.9                                                                                 | 9.7                                                                                  | 13.1                                                                                 | 2.2                                                                                  | 12.3                                                                                 | 8.8                                                                                  | 47.3                                                                                 | 32.3                                                                                 | 3.0                                                                                  | 244.5                                                                                |
| Humedad relativa (%)                                                                   | 75.3                                                                                 | 75.8                                                                                 | 64.9                                                                                 | 64.0                                                                                 | 46.2                                                                                 | 44.2                                                                                 | 34.5                                                                                 | 46.9                                                                                 | 55.2                                                                                 | 72.8                                                                                 | 75.7                                                                                 | 76.5                                                                                 | 60.9                                                                                 |
| Fuente: Datos del Servicio Integral de Asesoramiento del Regante de Castilla-La-Mancha |                                                                                      |                                                                                      |                                                                                      |                                                                                      |                                                                                      |                                                                                      |                                                                                      |                                                                                      |                                                                                      |                                                                                      |                                                                                      |                                                                                      |                                                                                      |

Según la clasificación climática de Köppen el clima de la submeseta sur, donde se encuentra ubicado Pedro Muñoz, posee un clima de tipo Csa que corresponde a un clima mediterráneo o templado que la temperatura media del mes más cálido supera los 22 °C, dándose además un índice Köppen k mayor de dos, lo que indica el grado de humedad o sequedad, que manifiesta que, se desarrollan lluvias estacionales habiendo además un periodo de sequía estival en las zonas de clima Csa.

### Hidrografía y zona palustre

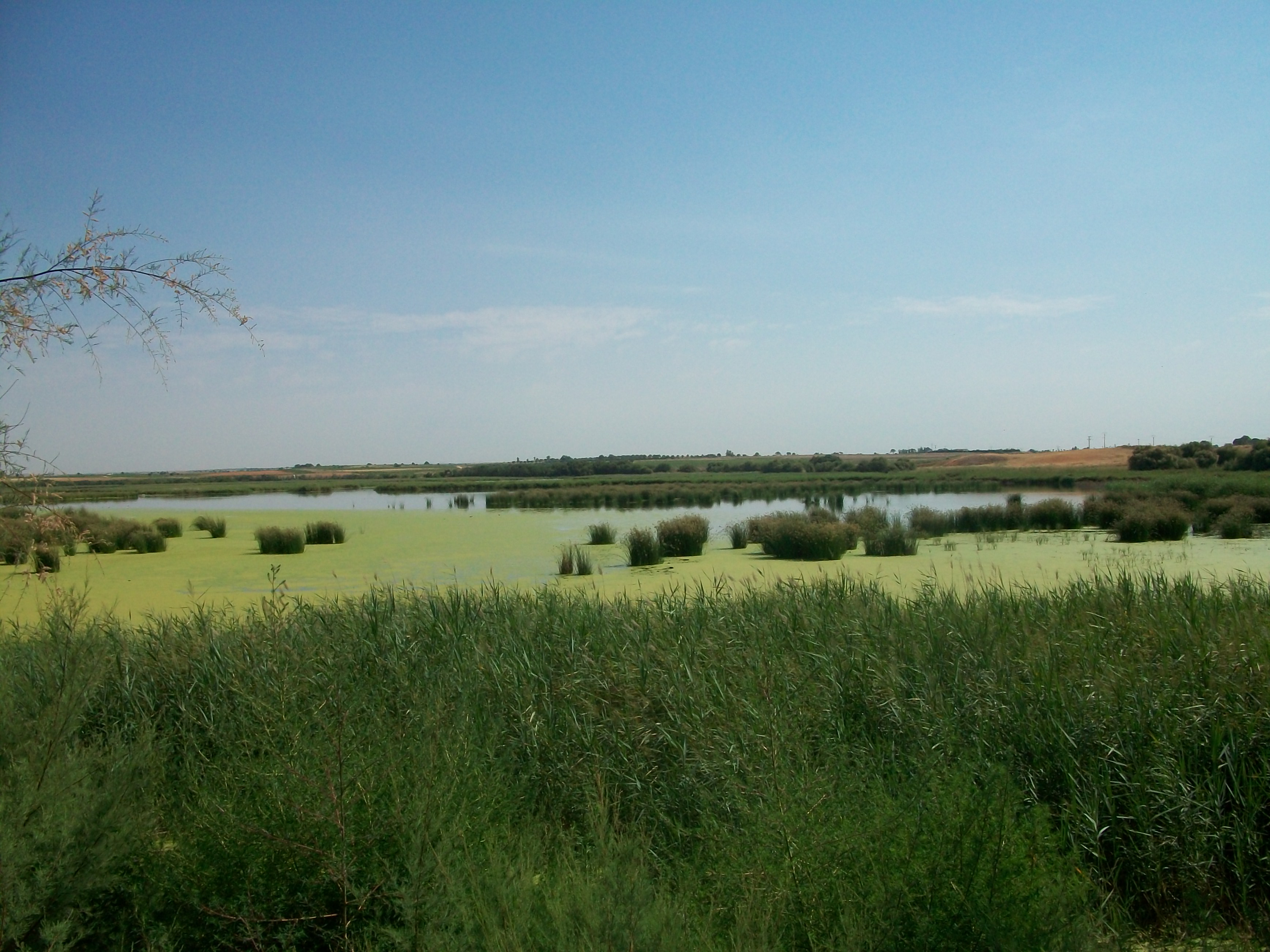
Laguna de la Vega

El término de Pedro Muñoz se encuentra en la cuenca hidrográfica del río Záncara, afluente del Guadiana, y alberga el complejo lagunar de Pedro Muñoz, configurado por tres lagunas: la laguna de la Vega o laguna del Pueblo, la laguna del Retamar y la laguna de Navalafuente. Dicho complejo palustre fue declarado como reserva natural en 2002, posteriormente a haber recibido las siguientes declaraciones de protección: Refugio de fauna de la laguna de la Vega o del Pueblo en 1988, Zona de especial protección para las aves (ZEPA) en 1989, humedal de importancia internacional como hábitat para las aves acuáticas (convenio de Ramsar) en 1993. La reserva de la biosfera de la Mancha Húmeda fue declarada por la Unesco en 1981 y comprende un conjunto de las lagunas y esteros manchegos.
La laguna de la Vega o laguna del Pueblo, la más importante del complejo, es una laguna de agua dulce que favorece el crecimiento de vegetación no halófila. Tiene una superficie de 54 hectáreas. Su fauna es abundante; con más de 23 especies distintas de aves acuáticas, entre las que destacan patos y aves limícolas. Además se encuentra en la lista del convenio de Ramsar. Navalafuente es una laguna de encharcamiento muy ocasional que almacena agua en años extraordinariamente lluviosos y Retamar es una laguna puramente endorreica.

### Flora y fauna

#### Flora

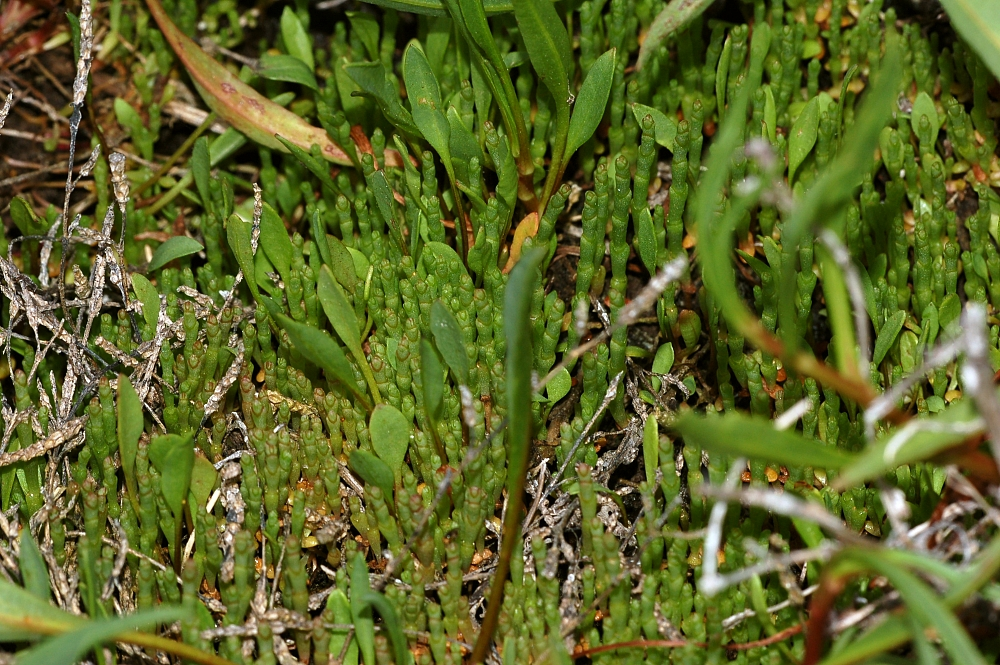
Especie de salicornia (Salicornia ramosissima)

En la zona de los humedales existen vegetales halófilos que son especies que se adaptan a suelos salinos donde se concentran cloruros y sulfatos. La vegetación en esta zona es escasa.
En las lagunas permanentes existe una vegetación acuática que forma un manto verde. Estos hacen que se acumule materia orgánica que produce barros sapropélicos, haciendo posible la abundancia de especies limícolas. También existe una vegetación que crece en el suelo acuático y que sale flotando cubriendo la superficie. El almarjo crece en los alrededores de las lagunas donde las aguas están presentes solo una parte del año. Crecen plantas anuales como la salicornia, cerca se encuentran los spainares y las junciformes. Estas últimas crecen en los lugares más húmedos y menos salobres, donde crecen la sapina y el carrizo.

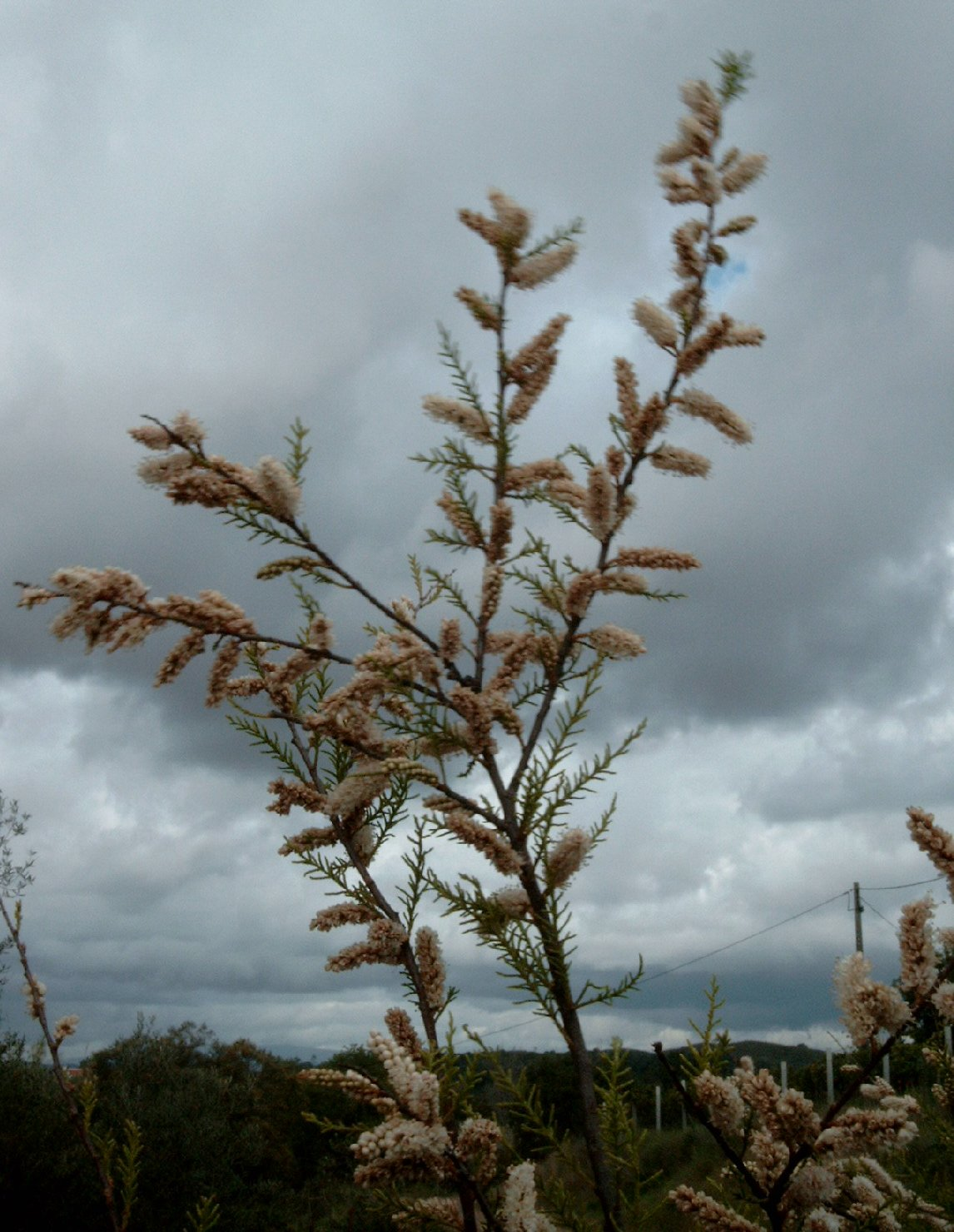
Taray (Tamarix africana)

Las junciformes halófilas también ocupan zonas con alta humedad y no producen mucha flor. Las más importantes son el junco y el cerrajón. En lugares cercanos pero menos salinos se reproduce fácilmente el masiegar donde surgen carrizos y espadañas junto a las praderas salinas de plantago y gramma.
En ambientes más secos se reproduce el albardín, antaño muy usado por el esparto, importante materia prima para la elaboración de objetos relacionados con la agricultura y con la casas de campo.
La formación arbórea más representativa de la zona palustre del municipio y particularmente de los ambientes salinos, es el tarayal. Actualmente forman pequeños bosques en los bordes de las lagunas. El taray es un árbol de origen estepario que busca el nivel freático y puede resistir una fuerte sequedad ambiental, lo que le permite resistir fácilmente la sequía estival de la zona.
En el resto de zonas predominan especies arbóreas como la encina, el chopo, el almendro, la acacia y el pino. También existen gran variedad de especies de plantas aromáticas como el tomillo, el romero y la yerbabuena.

#### Fauna

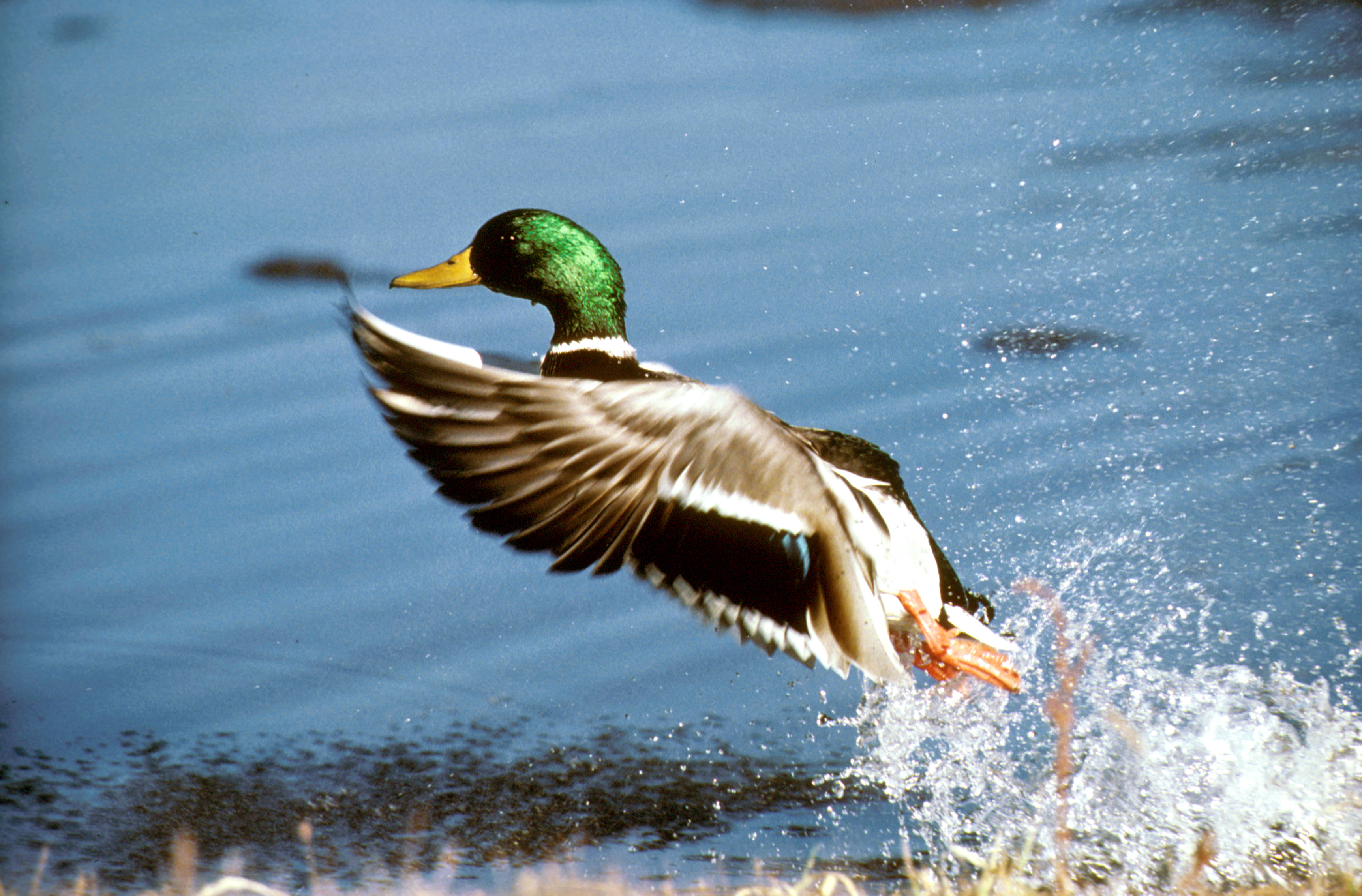
Ánade real (Anas platyrhynchos)

El complejo palustre de la localidad es un medio natural muy importante para asegurar la migración de aves entre África y el norte de Europa. Debido a la alta salinidad del agua y a su sequía estival, solo pueden encontrarse algunos crustáceos capaces de resistir en estado latente durante el verano y son fundamentales para la alimentación de muchas aves acuáticas.
En los bordes de carrizo y masiegar abundan las anátidas, como el ánade real. Aparecen también especies sedentarias que nidifican e invernan en las lagunas, tales como el zampullín cuellinegro, la focha común, el porrón común y el pato colorado.

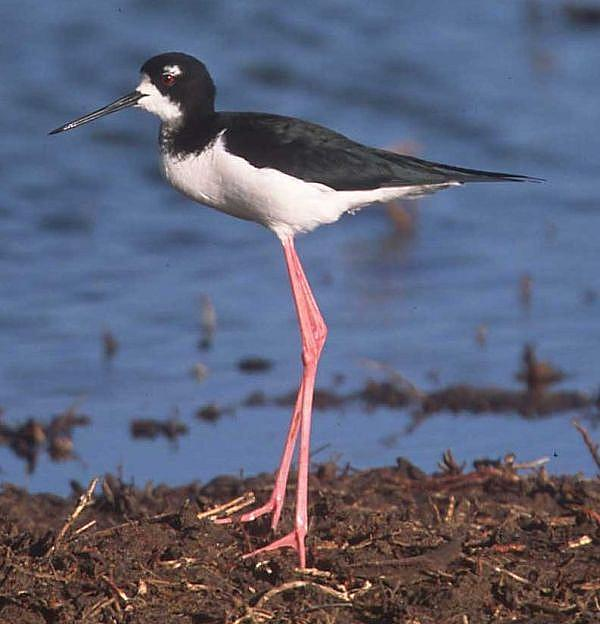
Cigüeñuela (Hemantiopus hemantiopus)

Durante los meses de invierno permanecen el pato cuchara, el ánade rabudo, la cerceta común y el zampullín chico.
En las zonas con vegetación más densa nidifica la garza imperial, que emigra en agosto para invernar en otros lugares. También son representativas de la zona salobre especies limícolas, como la cigüeñuela y la avoceta.
Una de las aves más representativas de este complejo lagunar es el flamenco. Animal que permanece desde los meses de marzo y abril hasta la llegada del otoño. 
Entre las aves no acuáticas destacan el chorlitejo, el carricero tordal, la gaviota reidora y el alcotán, además del aguilucho lagunero, el depredador más importante de aves acuáticas, preferentemente en lagunas permanentes con vegetación.
Fuera de la zona palustre abundan varios tipos de animales salvajes, como roedores, liebres, turones, serpientes, halcones, lechuzas o perdices.

## Historia

### Hallazgos arqueológicos
Antes de llevarse a cabo las excavaciones en el cerro de la Nieve, entre los años 1984 y 1990 se encontraron casualmente restos arqueológicos, tras la realización de una cata para una obra de ingeniería, quedando un terreno firme. Al ir limpiando el terreno se encontró una zona de hundimiento, donde se extrajo la tierra y aparecieron unos depósitos de metro y medio aproximadamente, similares a las antiguas tinajas de barro, las cuales se comunicaban entre sí. En una de ellas se halló el esqueleto de un animal que parecía ser un carnívoro. Aparecieron también piedras unidas con barro, formando muros ciclópeos. Se encontraron también dientes de grandes animales. Todo apuntaba a que era un poblado carpetano, pueblo celta afincado entre los oretanos, los celtíberos, los vacceos y vetones. El enclave al estar muy próximo a Oretania, situada al sur, tuvo una iberización muy temprana.
Tras esto en 1984 darían comienzo las excavaciones arqueológicas que ayudaron a entender mejor al asentamiento íbero. Se formó un pequeño promontorio tell. Tras la acumulación de restos posteriores al asentamiento íbero, como el castro reutilizado por los romanos y posiblemente como torreón o castillo por los castellanos en la reconquista. El asentamiento probablemente formó parte de un sistema de poblados contemporáneos en torno al 2500 a. C., siendo los más próximos los situados en Las Mesas (Cuenca) y Campo de Criptana (Ciudad Real).
Durante los seis años de excavaciones se han encontrado ajuar funerario como escultura ósea, metalurgia a pequeña escala, fabricados posiblemente en un taller de fundición de cobre que tuvieran los habitantes del poblado; cerámicas hechas a mano y de tradición de la cultura de los campos de urnas y otras pintadas a torno; fíbulas y otros utensilios y objetos de bronce, cerámica griega (fruto del comercio) y numerosos enterramientos íberos, uno romano y varios medievales.

### Protohistoria y Edad Antigua
En tiempos prerromanos, junto a la laguna se encontraba una población íbera de alrededor de cien habitantes en el cerro de la Nieve, donde se han podido hallar varias muestras de escultura ibérica. De igual modo, se han encontrado vestigios íberos en Vezejate, cerca del río Záncara, al sureste de la localidad en el término municipal de Socuéllamos. Todo apunta a que eran carpetanos, pueblo íbero asentado en el interior de la península ibérica. El poblado de El cerro de las nieves pudo ser fundado aproximadamente entre finales del siglo VI a. C. o principios del siglo V a. C. Era un poblado seminómada de la «Primera Edad del Hierro con influencias de los Campos de Urnas, pero ya contaban con cerámica a torno de influencia suroriental ibérica». Hacia finales del siglo IV y comienzos del III se abandonaría el poblado posiblemente debido a la migración de sus habitantes a los grandes castros defensivos que surgirían en aquella época, como el de Consuegra —Consaburum— donde la población se sentiría más segura.
Más tarde fue ocupada esta zona por los romanos, cuya población más importante y más cercana, por aquella época, sería seguramente Alces, la actual Alcázar de San Juan. También se encontró en el cerro de la Nieve una tumba romana, que podría ser la prueba de que el castro íbero fue aprovechado por los romanos como fortificación, pero se desconoce si había un poblado cerca o a su alrededor. Por aquí pasarían dos importantes calzadas romanas, la de Complutum a Cartagonova y cerca pasaría la de Corduba a Tarraco. Además dejarían como patrimonio un puente romano sobre el río Záncara perteneciente a la primera calzada. En época republicana esta zona se enmarcó dentro de la Hispania Citerior, en época augusta pasaría a llamarse Citerior Tarraconensis o simplemente Tarraconensis en la nueva división de la península. También en la misma época pasaría al conventus iuridici carthaginensis (convento jurídico) con sede en Carthago Nova que era uno de los siete conventus de la Tarraconensis. Más adelante, en el siglo III d. C., época del Bajo Imperio, se haría una nueva división en la que esta zona pasaría a formar parte de la provincia Carthaginensis.

### Edad Media

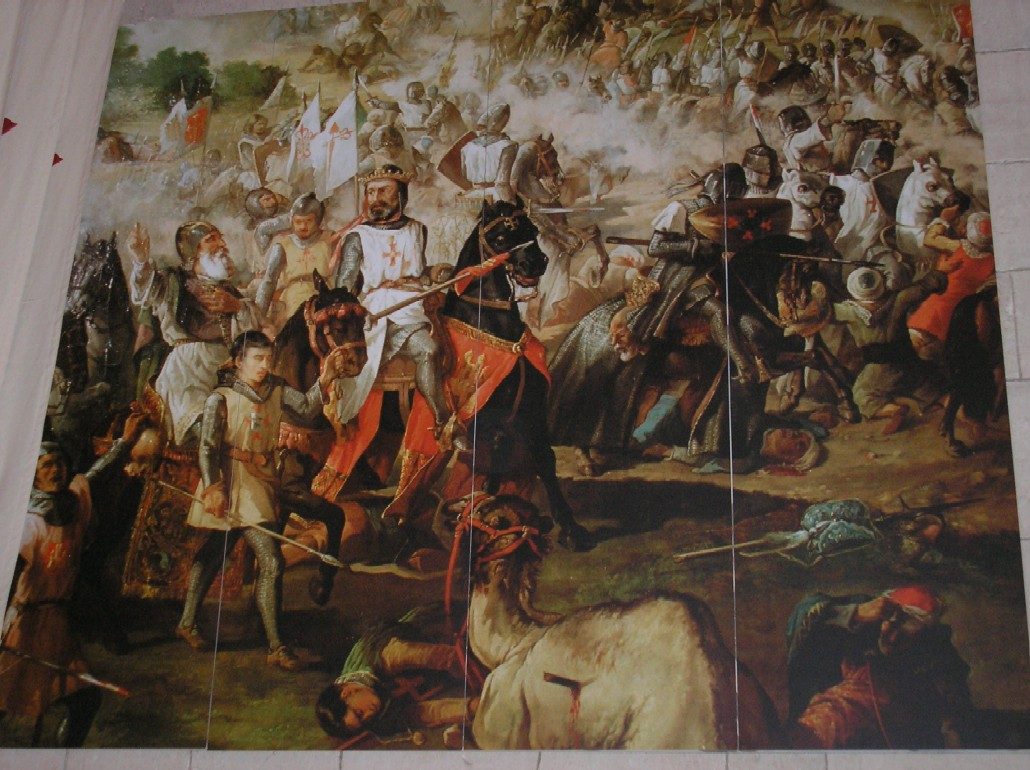
Batalla entre caballeros santiaguistas y musulmanes

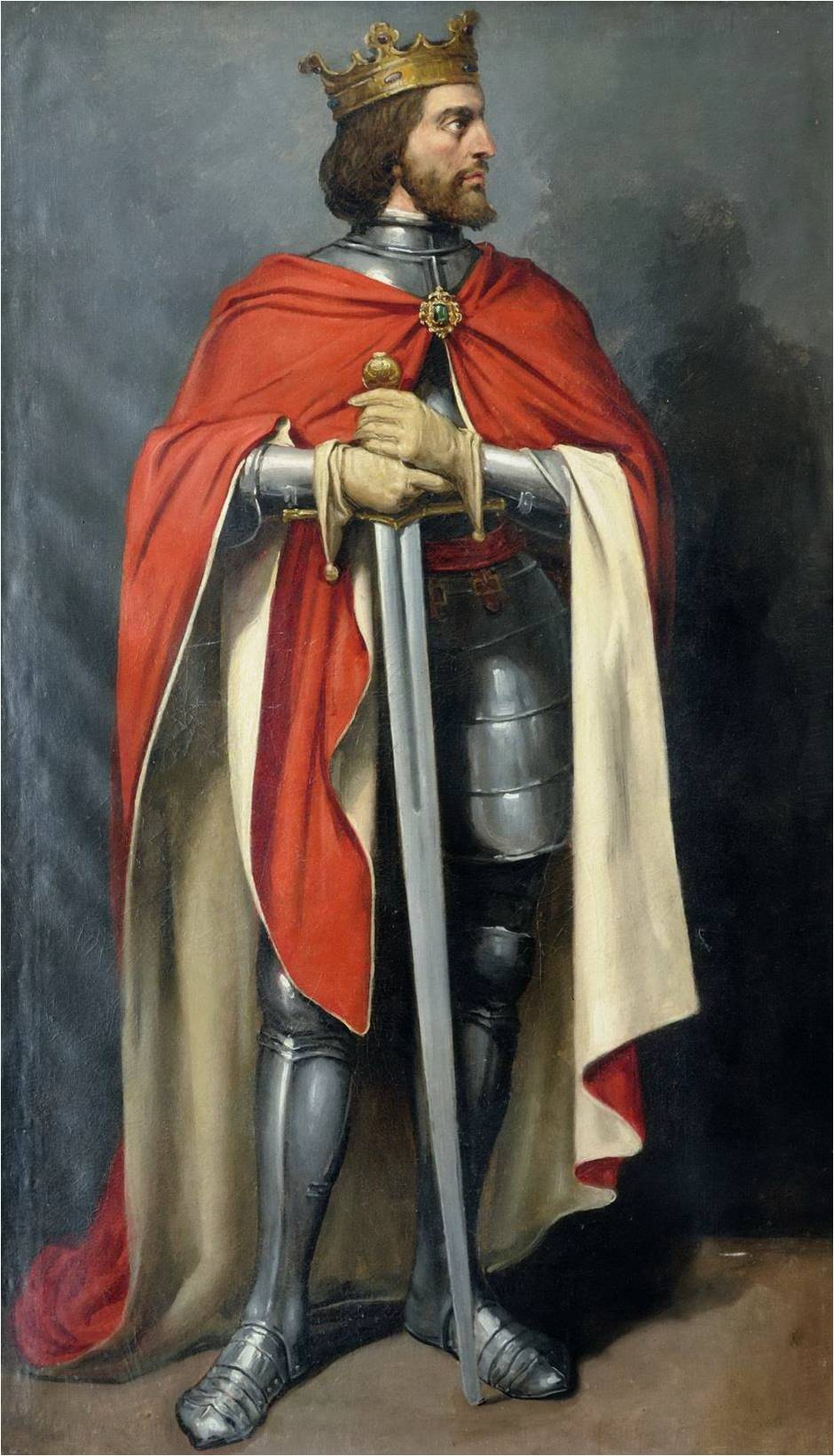
Alfonso XI, rey de Castilla y León, le concedió el título de villa a Pedro Muñoz en el Capítulo General de Mérida en el año 1324

A partir del siglo IV ocuparon la zona los alanos y poco después los visigodos, en el siglo VIII los musulmanes convirtiéndose en el siglo XII la zona de La Mancha en tierra de nadie. Finalmente en el siglo XIII, llegaron los repobladores llegados de Castilla que fundarían la aldea bajo el priorato de Uclés, filial de la orden de Santiago.
El arcediano de Alcaraz, llamado Pero Muñoz y perteneciente al priorato de Uclés, buscaba encontrar en la llanura manchega y cerca de su sede de Alcaraz, puntos elevados y defendibles de cualquier razzia de las llevadas a cabo a menudo por las huestes musulmanas y que provocaban grandes estragos entre los cristianos, con el fin de poblar algunos enclaves estratégicos. En uno de esos puntos se enclavaría la aldea, la cual se fundó en el año 1284, año de la muerte de Alfonso X El Sabio Rey de Castilla, a quien sucedería en el trono su hijo Sancho IV el Bravo.
El arzobispo de Toledo había solicitado autorización para fundar iglesias en toda esta comarca, acometiendo la expropiación de los terrenos que a ellas correspondían. Al darse cuenta de que el lugar estaba poblado, intentó que los pobladores abandonasen la aldea para apropiarse de ella. El arcediano de Alcaraz al enterarse de esto presentó pleito al arzobispo de Toledo por haberse apropiado de unos terrenos, poblados con anterioridad por él. El arcediano Pero Muñoz se hizo especialmente famoso por el complicado pleito que le dio la razón, debiendo reconocer el arzobispo de Toledo que estos dominios pertenecían al arcediano de Alcaraz y renunciar a ellos. Por esta razón los pobladores de la aldea quisieron honrarle poniendo su nombre a esta.
En 1324 Alfonso XI le concedió el privilegio de villa, en el Capítulo General celebrado en Mérida. Pero casi un siglo después, en el año 1410, la villa sería abandonada por las pestes que azotaban las yermas tierras de Castilla causando estragos sobre todo en las zonas con humedales, la laguna de la villa se estaba secando dividiéndose un lago en tres, haciendo que las tierras cercanas a este fueran una zona muy propensa a las enfermedades. Tras esto los pueblos de alrededor se repartirían su territorio.
En el mismo año de la concesión del privilegio de villa (1324) el consejo de la villa recibió una carta-privilegio otorgada por la Orden Militar de Santiago al Consejo de la villa. Al parecer hubo un castillo o torreón en el municipio que actualmente se encuentra desaparecido aunque se piensa que pudiera estar en la otra orilla del río Záncara en la Casa de la Torre o en el cerro de la Nieve. Este último fue un castro iberorromano y pudo ser aprovechado por los aldeanos para construir el castillo, además de hallarse tumbas medievales lo que hace que sea la hipótesis más acertada. Además, el doctor Zarco afirmó que el castillo se encontraba en este cerro y parece coincidir con Salvador Medina que asegura la existencia de dicho castro en el cerro.

Sepan quantos esta carta vieren como nos don Garcia Ferrandes por la gracia de Dios Maestre de la Orden de caualleria de Santiago, con conseio e con otorgamiento de los presbiteros e de los comendadores mayores e de los treze e de todos los otros freyres e omes bonos de nuestra Orden que conusco fueron juntados en este cabildo general que fue fecho en Mérida, domingo dia de letare Ierusalem, veynte cinco dias de março, era de mil e CCC sesenta e dos annos, por façer bien a merçet al conseio e a los omes bonos de Pero Muñoz otorgamosles que el castiello que ficieron por nuestro mandato en el dicho lugar de y Pero Muñoz, que lo tengan libre e quito cada día a nuestro servicio.
Garcia Fernández, Maestre de la orden de Santiago de 1318 a 1327.

### Edad Moderna

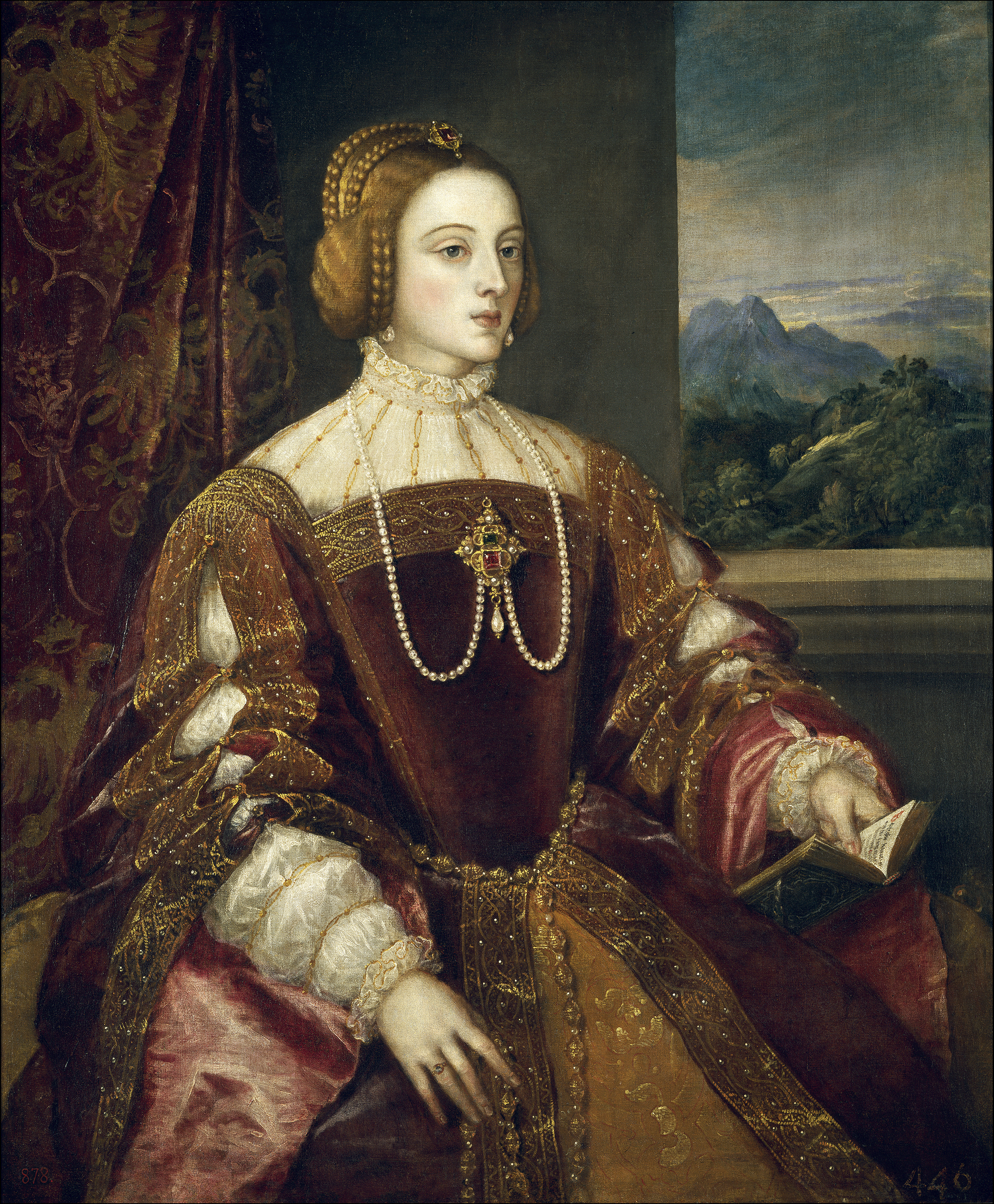
Isabel de Portugal, esposa de Carlos I de España, concedió el privilegio de villa a Pedro Muñoz el 10 de agosto de 1531 por segunda vez

En 1525 fue cuando se comenzó de nuevo a repoblar la villa por una familia conquense, de apellido Mayordomo. El padre de familia, Juan Mayordomo, se animó a ir hasta la villa abandonada convencido de establecerse allí con su familia, animado a su vez por lo que había oído sobre la fertilidad de sus tierras y el hecho de tener que abandonar su antigua aldea, Cervera del Llano, por enfrentarse al marqués de Villena. A Juan le pareció muy injusta y elevada la nueva subida de impuestos que exigía el marqués en forma de tributo por lo que tenían dos opciones, acatar el impuesto o irse. Al llegar con su familia eligió la casa mejor conservada y la reformaron. Con el paso del tiempo se fueron amoldando a vivir allí y poco a poco iban conociendo los alrededores. Más tarde empezaron a explotar algunas tierras en desuso y Juan Mayordomo decidió salir de la villa para contarles a sus familiares que este era un lugar apropiado y acogedor para asentarse y convencerles de que corrieran la voz para que llegaran más habitantes. Los familiares de Juan se encargaron de propagar el mensaje de este y resultó, ya que al poco tiempo, llegó otra familia. De aquí en adelante empezaron a llegar poco a poco más habitantes y de este modo el pueblo fue tomando vida y dinamismo. Juan se convertiría así en el primer alcalde del municipio por su capacidad de liderazgo.
Los vecinos de los pueblos cercanos, Socuéllamos, El Toboso, Campo de Criptana y de Mota del Cuervo, llegaban con partidas de campesinos a destruir las casas donde se habían asentado estos nuevos pobladores, por el recelo que despertaba el que se pudieran perder los terrenos, bosques y dehesas que habían conseguido cuando se abandonó el pueblo en 1410. Para evitar esto Juan Mayordomo junto a algunos habitantes decidieron acudir a los tribunales de Ocaña, Toledo, Ávila y Madrid pidiendo la concesión del título de villa y la facultad de poblar. Pero los concejos de Socuéllamos, El Toboso, Campo de Criptana y Mota del Cuervo presentaron pleito para evitar tal concesión, fallando a favor de Pedro Muñoz.
Entonces estando España posicionada como una de las grandes potencias europeas y ocupando su trono el rey Carlos I, para quien era necesario abandonar España para resolver asuntos en otras de sus posesiones repartidas por Europa, fue concedido el privilegio de villa a Pedro Muñoz por la reina consorte Isabel de Portugal el 10 de agosto de 1531 salvando así al pueblo de nuevas incursiones contra sus casas. Por este motivo en el escudo aparece, en el cuartel diestro inferior, una corona en gratitud a la monarquía y más concretamente a Doña Isabel por conceder el privilegio de villa a la aldea en una situación tan difícil.
En 1691 Pedro Muñoz fue incluida en la provincia de La Mancha con capital en Almagro, a la cual pertenecía el pueblo segregada esta provincia de la provincia de Toledo.
En el siglo XVIII se construyeron grandes casas solariegas como la casa de la Paca y entre 1700 y 1722 se construyó la parroquia de San Pedro Apóstol, que sintetiza Renacimiento y Barroco; y refleja el esplendor del que gozaba la villa desde que se la proclamó como tal por segunda vez.

### Edad Contemporánea

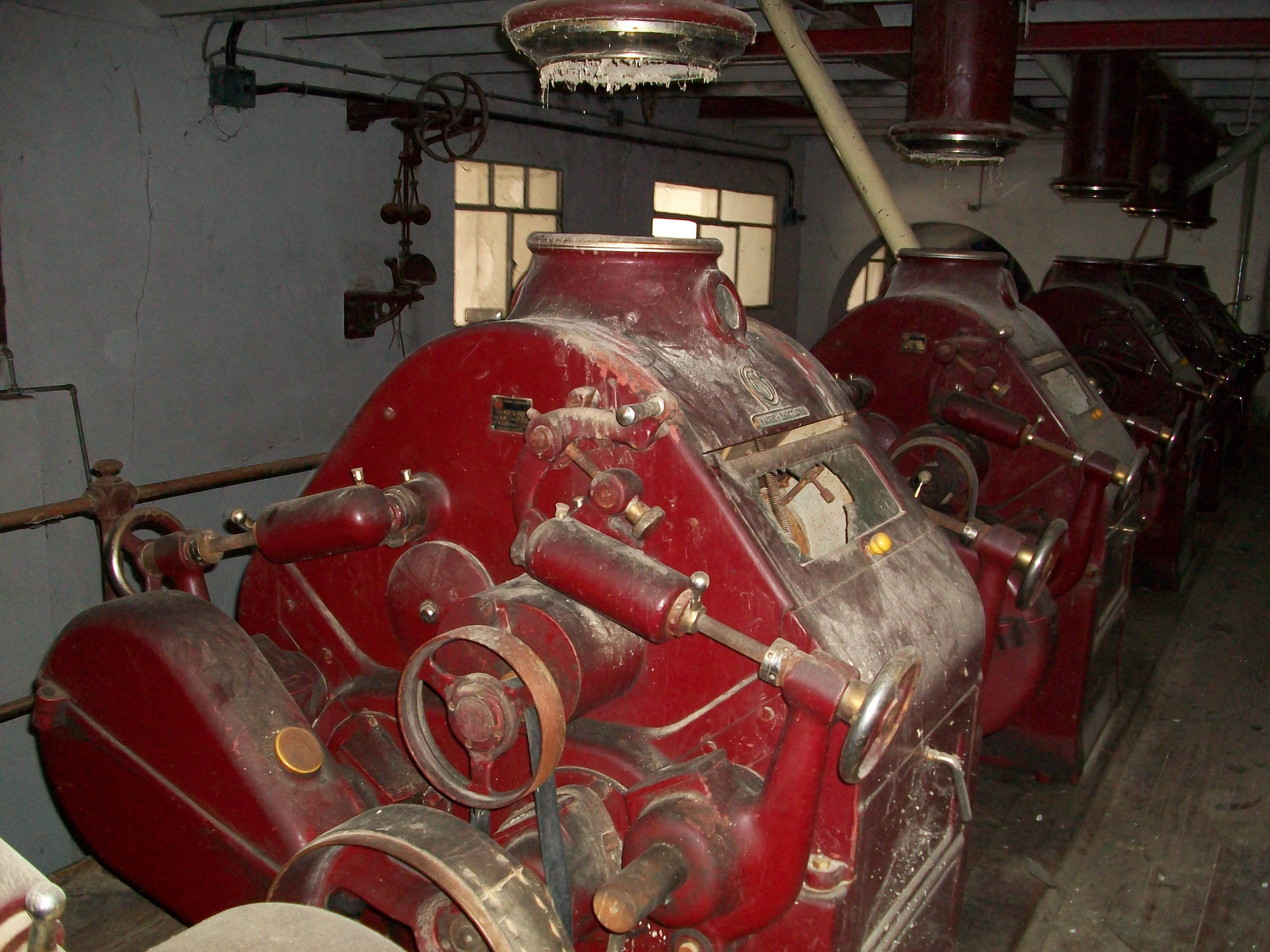
Maquinaria de la vieja fábrica de harinas La Cubeta fundada a fines del. Estuvo en funcionamiento hasta finales de 1980

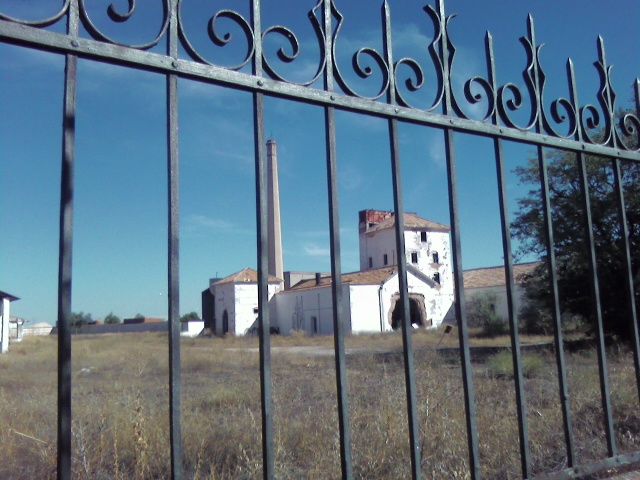
Antigua bodega y alcoholera en Pedro Muñoz

En 1833 se cambia el nombre de la provincia de la Mancha por el de Ciudad Real trasladándose la capital a la ciudad homónima, por lo cual, Pedro Muñoz pertenece a la provincia de Ciudad Real desde entonces. En 1836 la localidad fue conquistada efímeramente por el comandante carlista Miguel Gómez Damas durante la expedición Gómez. En el año 1854 se terminó de construir las vías férreas en Alcázar de San Juan, Campo de Criptana, Pedro Muñoz y Socuéllamos hasta llegar a Albacete en marzo de 1855. Los vecinos de Pedro Muñoz no quisieron que la línea pasase muy cerca del pueblo por miedo a que el tren provocase incendios en los cultivos de cereal o que matase a animales y personas por lo que la estación se trasladó a la pedanía de Záncara.
Durante las guerras carlistas se produjo en este pueblo manchego la firma de un acuerdo entre las partes en conflicto. De hecho, una de sus calles hace alusión al mismo (calle Acuerdo), y es un acontecimiento relatado en algunos libros especializados en dicha contienda. Por eso, uno de los campos de su escudo contiene, bajo una espada y un bastón de mando cruzados, dos manos derechas apretadas.
A finales del siglo XIX y principios del siglo XX tendría lugar el resurgimiento del pueblo con la creación de una fábrica de harina, La Cubeta, situada en el río Záncara y que funcionaba con energía hidroeléctrica con la ayuda de un innovador molino de agua. También se empezó a cultivar masivamente la vid y a la par se construyeron bodegas y se crearon fábricas de alcohol. Este entramado industrial también ayudó a resucitar la economía de los pueblos de alrededor, ya que por entonces se encontraban paralizados y la industria de este pueblo les ofreció empleo. A la vez el pueblo incrementó la población considerablemente y se convertía en un referente industrial en la región. En 1905 se comenzarían las obras para traer la corriente eléctrica a la localidad trayéndola de la central que abastecía a la fábrica de harinas. Entre 1906 y 1907 llegaría finalmente la electricidad a la población.
Durante la guerra civil quedó bajo zona republicana y sufriría la represión de los dos bandos enfrentados, los republicanos en un comienzo y de los nacionales o sublevados tras el fin de la guerra. En 1940, al comenzar la posguerra, hubo una plaga de langostas que arrasaron los cultivos de cereal de toda España provocando hambruna entre la población, por lo que, muchos vecinos de este pueblo no tuvieron más remedio que dedicarse al estraperlo para poder superar la situación.
La llegada de la democracia y, más aún, el ingreso de España en la Unión Europea en 1986 animó a varios vecinos a montar su propia empresa para cubrir las necesidades de mercado de la comarca. En la actualidad posee tres polígonos industriales, uno de iniciativa privada y dos públicos y son una base fundamental de la economía del municipio.
El 12 de agosto de 2007 un seísmo de magnitud 5,1 en la escala Richter y con epicentro en el término municipal de Pedro Muñoz se sintió en casi toda la península ibérica pudiéndose sentir en más de doce comunidades autónomas sin causar daños estimables (solo se hundió una parte del teatro municipal de Almagro, a más de noventa kilómetros de distancia), al quedar el punto exacto del seísmo a casi diez kilómetros de profundidad.

## Demografía
Pedro Muñoz cuenta con una población de 7567 habitantes (INE 2024).
| Gráfica de evolución demográfica de Pedro Muñoz entre 1842 y 2021                                                   |
| |
| Población de derecho según los censos de población del INE Población de hecho según los censos de población del INE |

En 1673 la población era de 1215 habitantes y en 1779 ya contaba con 2920 habitantes. Se mantuvo una población aproximada a 3000 habitantes hasta 1887, año en el que se contaron 3272 habitantes, y a partir de entonces comenzó un periodo de aumento demográfico hasta los años 1960. Este incremento tuvo relación con el desarrollo de la medicina, por lo que las enfermedades y epidemias empezaron a remitir, aumentando la esperanza de vida. Asimismo, este hecho también coincide con la creación de industria en el municipio en la década de 1880 que hizo revitalizar la economía local y regional creando puestos de trabajo y convirtiéndose Pedro Muñoz en un foco de atracción de habitantes.
En 1960 alcanzó la localidad una cota histórica de población (8190 habitantes), pero tras este año y durante esa década hubo muchas emigraciones a ciudades industriales como Madrid, Barcelona o Valencia que redujeron considerablemente el número de habitantes, descendiendo en diez años a 7097 habitantes, con una reducción de más de 1000 habitantes, aproximadamente un octavo de la población. Durante dos décadas más se mantendría el nivel de población, esta vez oscilando en la cifra de alrededor de 7000 habitantes. En 2001 subiría levemente hasta 7310 personas. Finalmente desde 2007 se viene superando el nivel de población de 1960, gracias a la creación de puestos de trabajo en los polígonos industriales que han atraído población y al retorno de muchos que emigraron en la década de 1960 creando un nuevo impulso de crecimiento demográfico.
La mayoría de la población atraída en los primeros años del siglo XXI, por los puestos de trabajo tanto en la agricultura, como en la industria y en el sector servicios del municipio, han sido de origen extranjero. Desde países de Europa del este, principalmente de Rumanía y además de Bulgaria, Ucrania, etc. y minoritariamente provenientes de otros países de Sudamérica y Asia.
Desde la crisis económica de 2008 se ha notado un descenso de población en el municipio, llegando a descender hasta los 7576 habitantes en 2016. Muchos inmigrantes han abandonado el país o se han mudado a otras zonas de España, otros habitantes de la localidad españoles, han optado por emigrar a otras zonas de España o al extranjero, dándose en muy poco tiempo una situación de migración inversa, pasando de ser un municipio receptor de inmigrantes a producir emigración.

## Administración y política

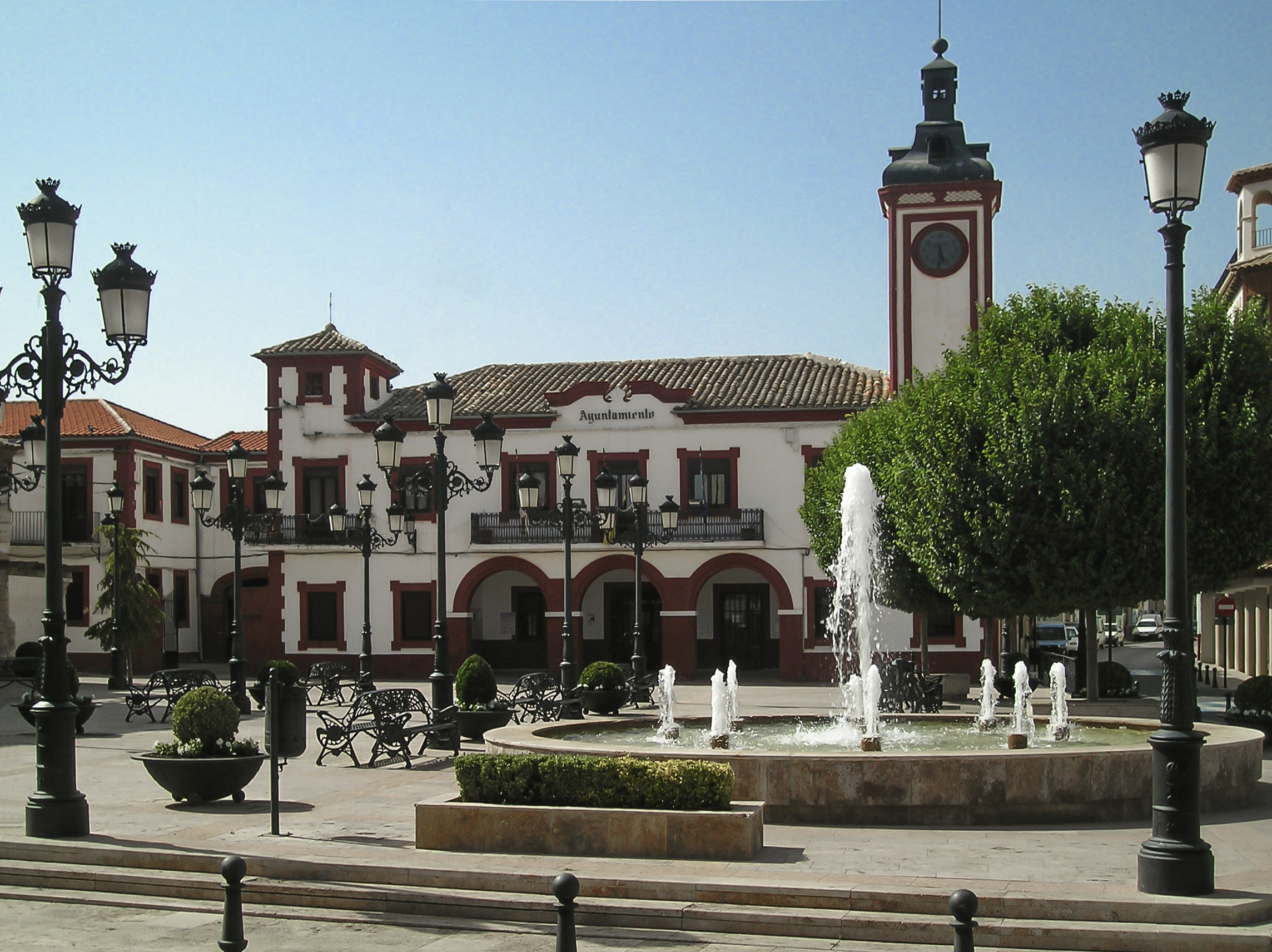
Ayuntamiento de Pedro Muñoz

Ediles de Pedro Muñoz como resultado de las elecciones en 2023: 8 concejales para el PP y 5 para el PSOE

El órgano de administración local de Pedro Muñoz es el Ayuntamiento. El primer alcalde al volver la democracia fue Antonio Delgado Pulpón, con Unión de Centro Democrático (UCD), quien volvió a ser alcalde en el año 1983 con la Asociación Provincial Independiente. Pedro Luis Fernández Peinado ganó las elecciones municipales de 1987 al frente de Alianza Popular (AP) (antecesor del Partido Popular) en coalición con Centro Democrático y Social (CDS) y Partido Demócrata Popular (PDP). José Ortiz Bascuñana se mantuvo durante dos legislaturas con el Partido Socialista Obrero Español (PSOE), de 1991 a 1999. 
Aquel año Ángel Exojo Sánchez-Cruzado ganó las elecciones con mayoría absoluta al frente del Partido Popular, manteniéndose en el cargo hasta 2011 y siendo el primer alcalde en enlazar tres mandatos en la historia democrática de Pedro Muñoz. El 22 de mayo de 2011, los pedroteños eligieron democráticamente un cambio de gobierno obteniendo la mayoría absoluta José Juan Fernández Zarco con el Partido Socialista Obrero Español. De la misma forma volvió a ser elegido alcalde de Pedro Muñoz el 24 de mayo de 2015, llegando a conseguir, por primera vez, una mayoría absoluta de 9 concejales en el pleno del ayuntamiento.
El 31 de enero de 2020 José Juan Fernández fue sucedido por Carlos Ortiz. En las elecciones de 2023 hubo un nuevo cambio de partido en el gobierno local convirtiéndose Alberto Lara Fonseca en el nuevo alcalde de la localidad con el Partido Popular.
| Periodo   | Nombre                        | Partido | Partido                                  |
| --------- | ----------------------------- | ------- | ---------------------------------------- |
| 1979-1983 | Antonio Delgado Pulpón        |         | Unión de Centro Democrático (UCD)        |
| 1983-1987 | Antonio Delgado Pulpón        |         | Asociación Provincial Independiente      |
| 1987-1991 | Pedro Luis Fernández Peinado  |         | Alianza Popular (AP)                     |
| 1991-1999 | José Ortiz Bascuñana          |         | Partido Socialista Obrero Español (PSOE) |
| 1999-2011 | Ángel Exojo Sánchez-Cruzado   |         | Partido Popular (PP)                     |
| 2011-2020 | José Juan Fernández Zarco     |         | Partido Socialista Obrero Español (PSOE) |
| 2020-2023 | Carlos Ortiz Sánchez-Tinajero |         | Partido Socialista Obrero Español (PSOE) |
| 2023-act. | Alberto Lara Fonseca          |         | Partido Popular (PP)                     |

| Partido político                         | 2023  | 2023  | 2023       | 2019  | 2019  | 2019       | 2015  | 2015  | 2015       | 2011  | 2011  | 2011       | 2007  | 2007  | 2007       |
| Partido político                         | %     | Votos | Concejales | %     | Votos | Concejales | %     | Votos | Concejales | %     | Votos | Concejales | %     | Votos | Concejales |
| Partido Popular (PP)                     | 59,41 | 2358  | 8          | 36,37 | 1453  | 5          | 30,61 | 1285  | 4          | 46,49 | 2162  | 6          | 51,27 | 2307  | 7          |
| Partido Socialista Obrero Español (PSOE) | 38,59 | 1532  | 5          | 49,86 | 1992  | 7          | 60,46 | 2538  | 9          | 50,43 | 2345  | 7          | 45,80 | 2061  | 6          |
| Ciudadanos (CS)                          | –     | –     | –          | 12,21 | 488   | 1          | –     | –     | –          | –     | –     | –          | –     | –     | –          |
| Izquierda Unida (IU)                     | –     | –     | –          | –     | –     | –          | 5,67  | 238   | 0          | –     | –     | –          | –     | –     | –          |

## Economía
El municipio es históricamente agricultor, fue famoso a comienzos de siglo hasta la posguerra por sus cultivos de patatas, incluso una variedad de patata se llama Pedro Muñoz y era propia de esta localidad. Actualmente abunda el cultivo de la vid para la producción de vino, algunos de ellos de buena y excelente calidad. Su espíritu emprendedor lo ha llevado en los últimos años a ser una referencia regional en cuanto a industria se refiere poseyendo un ratio de 45,27 empresas por cada mil habitantes. Su sector terciario ya ocupa a más de la tercera parte de su población.
| 1991    | 1993    | 1995    | 1997    | 1999      | 2001      | 2003      |
| ------- | ------- | ------- | ------- | --------- | --------- | --------- |
| 6336,81 | 9310,77 | 9328,91 | 9915,59 | 10 837,40 | 12 735,63 | 14 143,74 |

### Sector primario

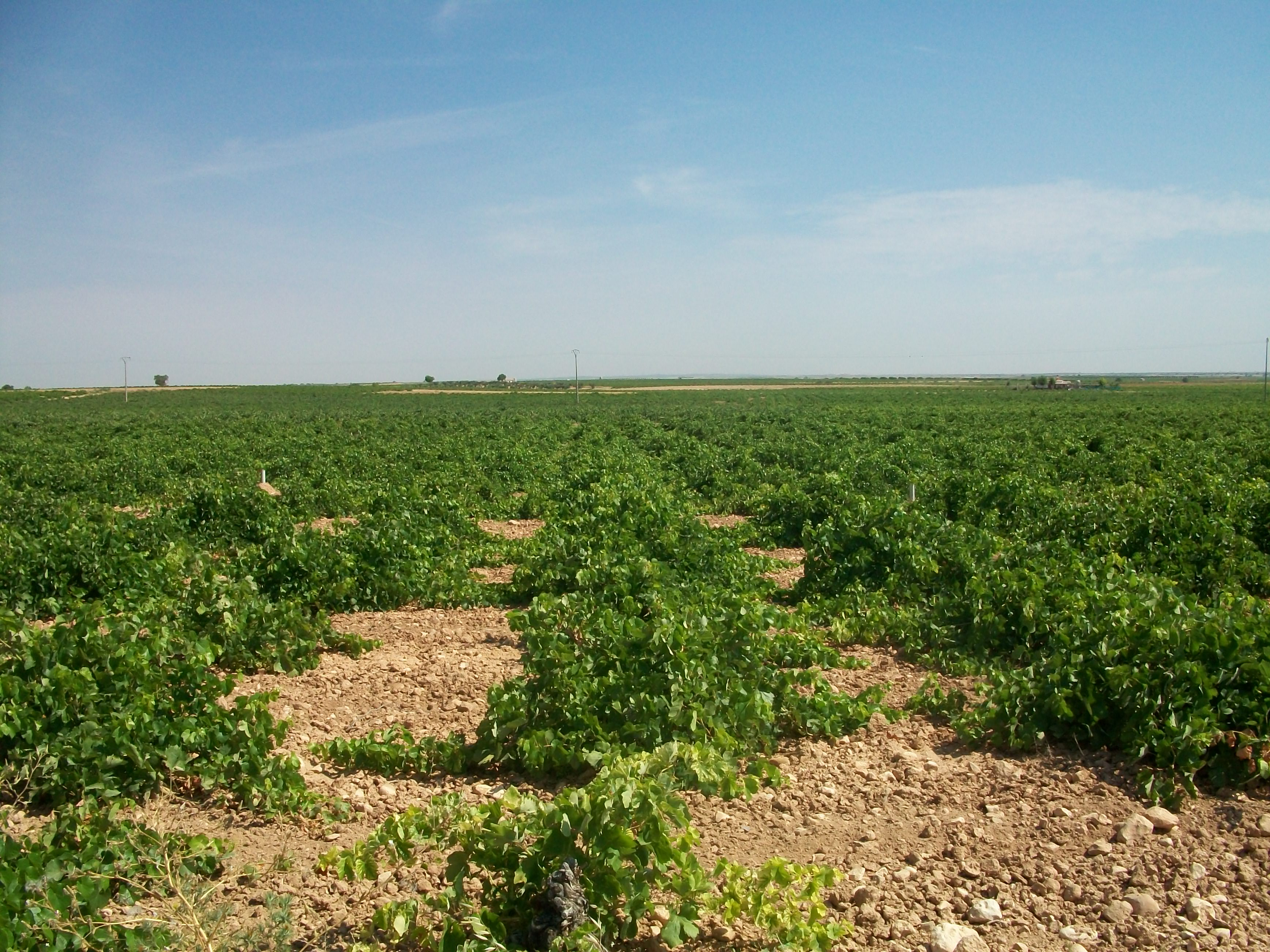
Viña cerca de la carretera entre Pedro Muñoz y Campo de Criptana

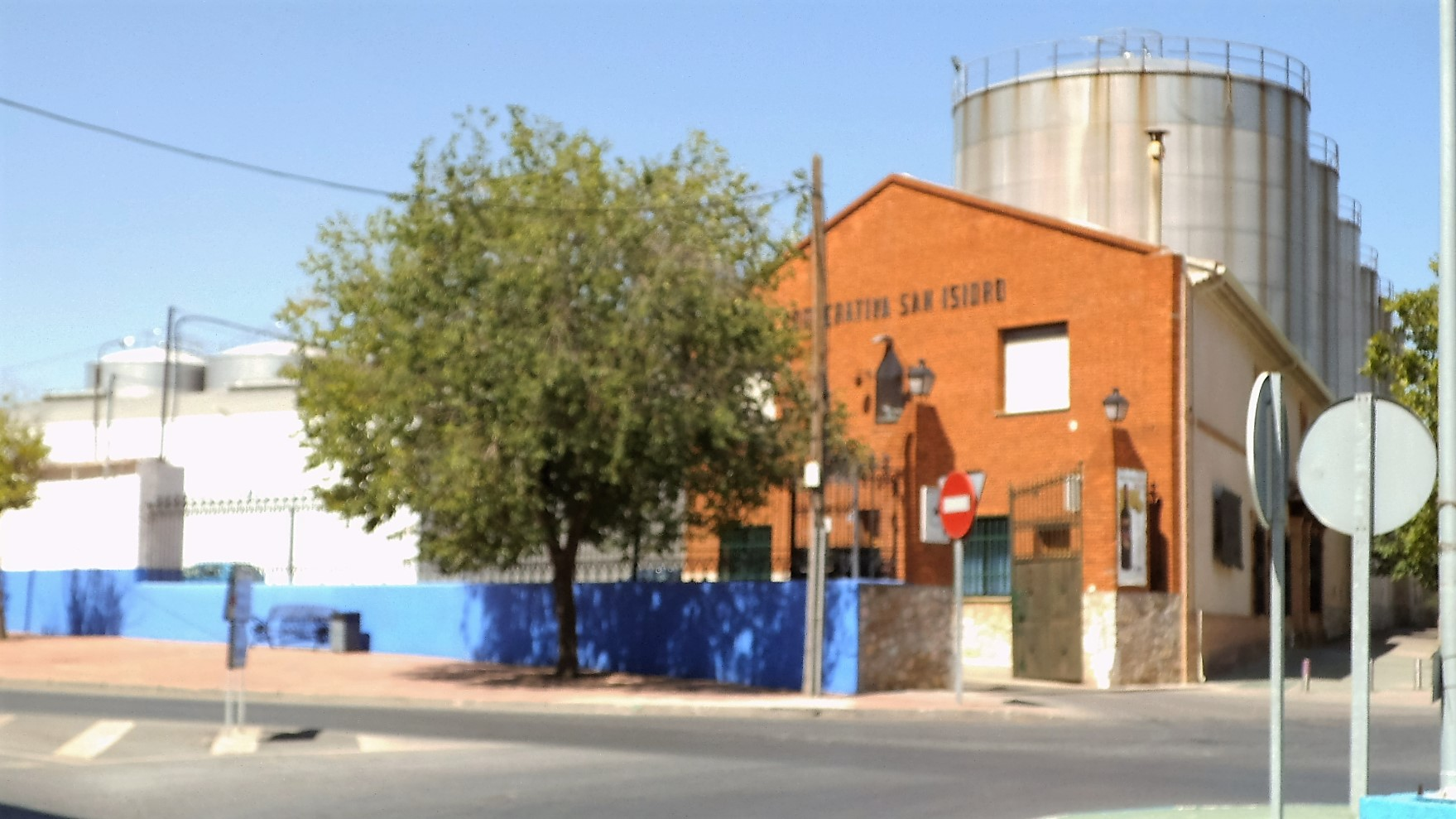
Bodegas San Isidro

El cultivo predominante es el de la vid y ligado a este se encuentra la industria bodeguera; el 96,6 % de su término es cultivable y el 83 % de la tierra labrada es viñedo. Existen muchas viñas con distintas variedades de blanco y tinto, aunque es mucho más abundante el cultivo de vides de uva blanca. La variedad de uva más predominante en España es el airén y el 51 % de su cultivo se realiza en la provincia de Ciudad Real y también en este término es la variedad que más predomina. Otras variedades de blanco son verdejo, macabeo, Pedro Ximénez y sauvignon; y de uva tinta la más presente es la cencibel pero existen también las variedades de cabernet sauvignon, garnacha tinta, bobal y tempranillo. En cuanto al tipo de cultivo de la vid, predomina el cultivo en cepa pero existen muchos cultivos emparrados o en espaldera. Todo el término se encuentra en la Denominación de Origen La Mancha. Existen dos cooperativas que operan en la localidad y que producen vino y lo comercializanː una es Bodegas San Isidro y la otra es Vinos Coloman.
Antes de mediados del siglo XX al sur y suroeste de la localidad, en torno a la carretera de Tomelloso y el camino de San Miguel era una importante zona de huertas debido a la gran cantidad de agua que dieron lugar a una gran proliferación de norias y pozos para su extracción y riego de estas. En la actualidad muchas de esas norias están en ruinas y en desuso pero se conservan muchos pozos que, en la actualidad, se usan para regar las viñas. En el entorno de San Miguel proliferan multitud de chalets con pozos propios para el abastecimiento de agua del propio chalet y muchos de éstos con huerta propia. Buena parte de los productos de estas huertas en la actualidad son para consumo propio, aunque es costumbre vender o regalar el excedente.
También hay algunos cultivos de olivas, destinados a la producción de aceituna y aceite de oliva ocupando el 1,6 % del terreno; y algunos cultivos de cereales, como el trigo o la cebada ocupando el 15,3 %. Existen además explotaciones de ganado porcino que supone el 68,89 % del total de piezas de ganado, el ovino un 17,2 %, el de aves un 13,2 % y el de caprinos un 0.54 %
También se da la caza menor de liebre, conejo y perdiz, desde noviembre a diciembre. La pesca de crustáceos o peces en la ribera del Záncara también es común cuando corren las aguas del río, pero se practica para consumo propio o deporte, ya que, en las últimas décadas solo en contadas ocasiones el río lleva agua.

### Sector secundario

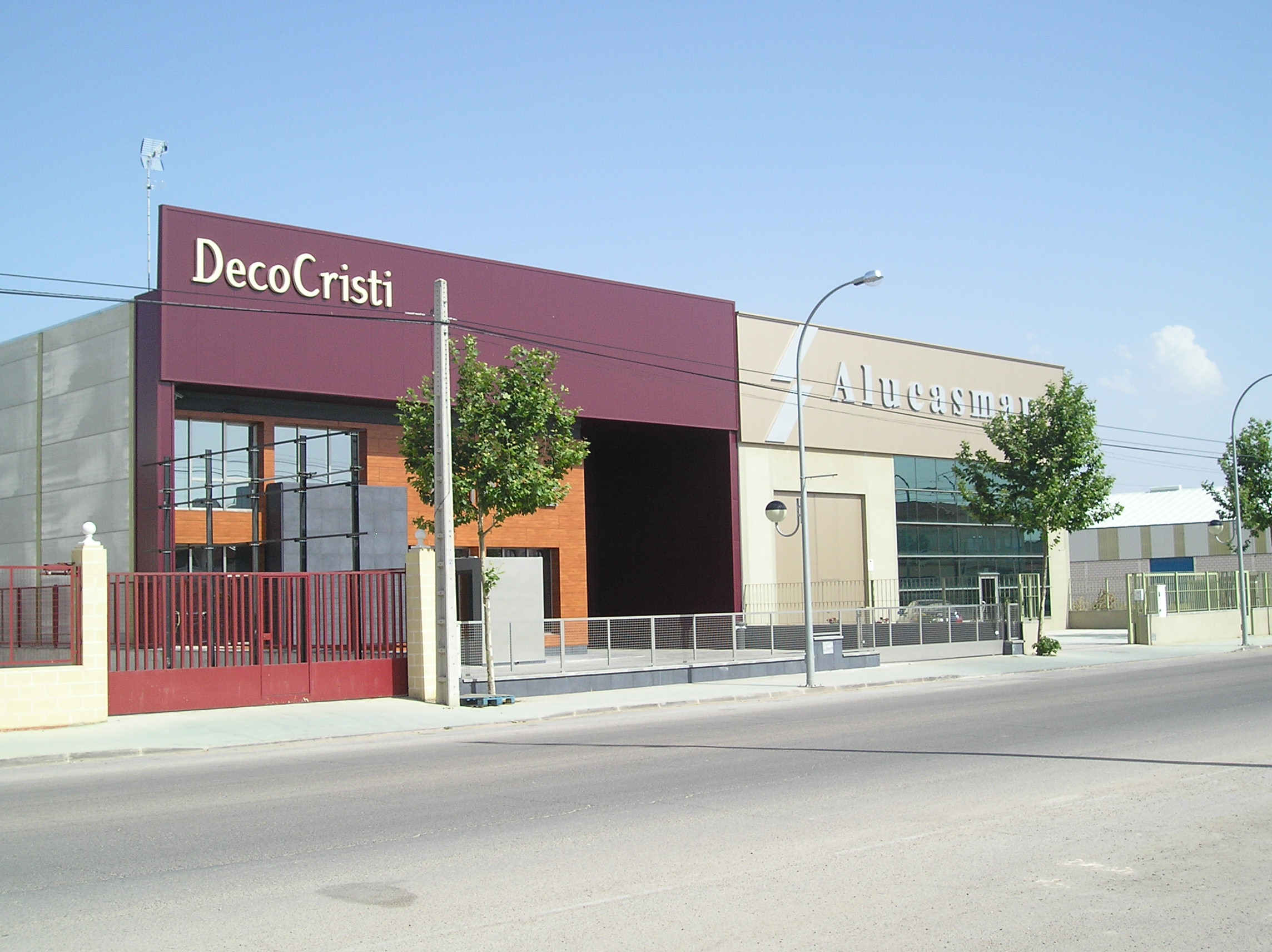
Empresas en el polígono privado, el primero de los tres polígonos

No hay un solo pueblo en el entorno que disponga de tres polígonos industriales, con el nivel de población de Pedro Muñoz, de hecho en el año 2007 poseía 45,27 empresas por cada 1000 habitantes. Los polígonos son: Serycal, el polígono de la avenida Juan Carlos I y el parque empresarial Pedro Muñoz Industrial.
Asimismo, las energías renovables también están presentes en la localidad, pues en su término municipal se ha construido el parque solar fotovoltaico con una capacidad de producción de más de 7 megavatios de potencia, donde se han invertido más de 45 millones de euros por parte de una sociedad multinacional asociada con otra empresa local. Existe también un vivero de empresas o centro de empresas para que los nuevos emprendedores puedan formar una empresa con más facilidades.

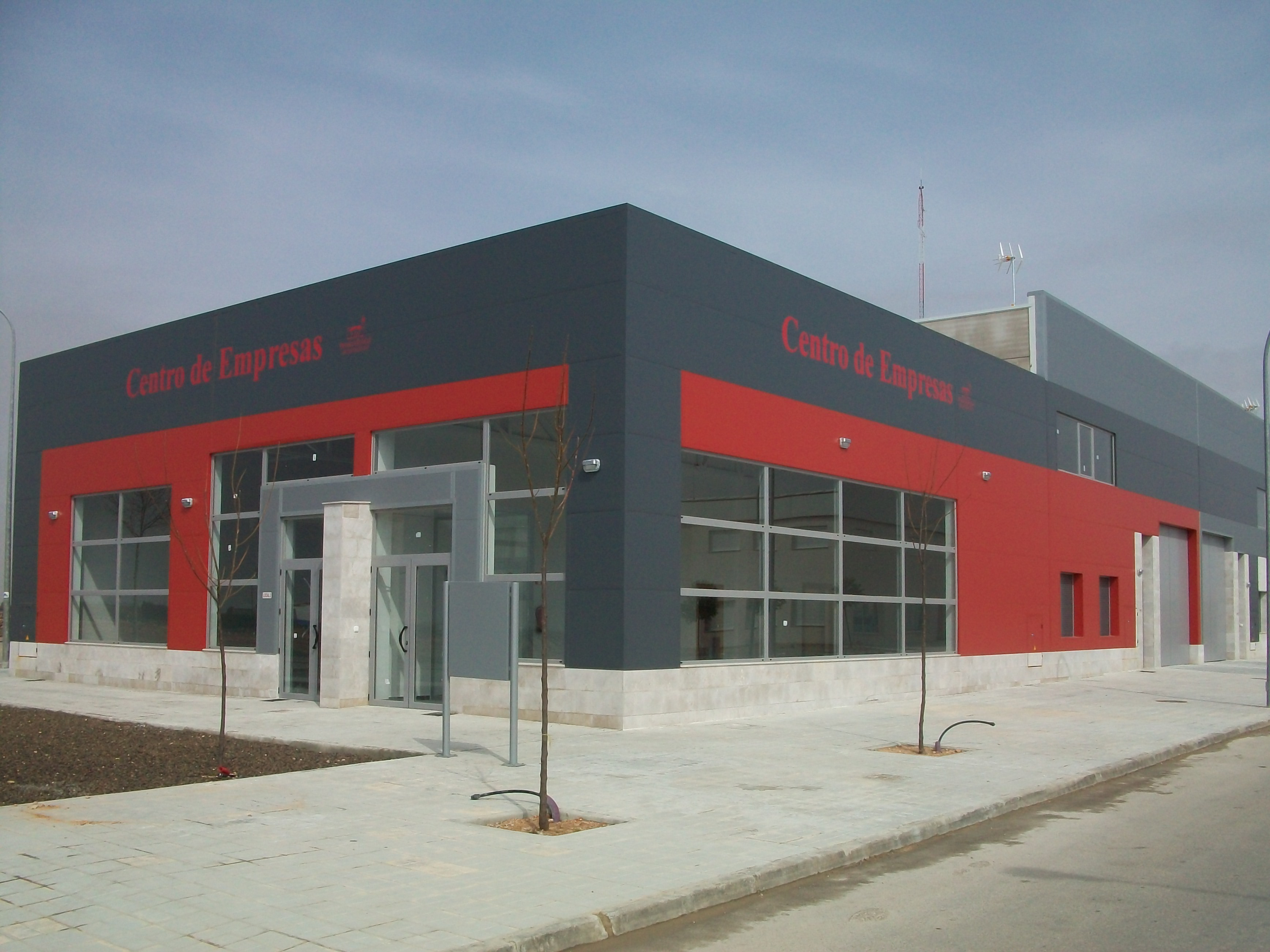
Centro o vivero de empresas.

En uno de sus polígonos, se encuentra una factoría que produce muebles modulares para la marca sueca Ikea que, a su vez, distribuye los productos elaborados en el municipio por más de ochenta países.
Una de las actividades más emergentes es la industria auxiliar del transporte, existiendo un buen número de fábricas de cisternas, remolques, carrozados e, incluso, vehículos de limpieza, que emplean a cientos de trabajadores cualificados.
Asimismo, los productos químicos, la construcción metálica y la distribución comercial mayorista han desarrollado en Pedro Muñoz una gran diversidad de actividades empresariales.

### Sector terciario

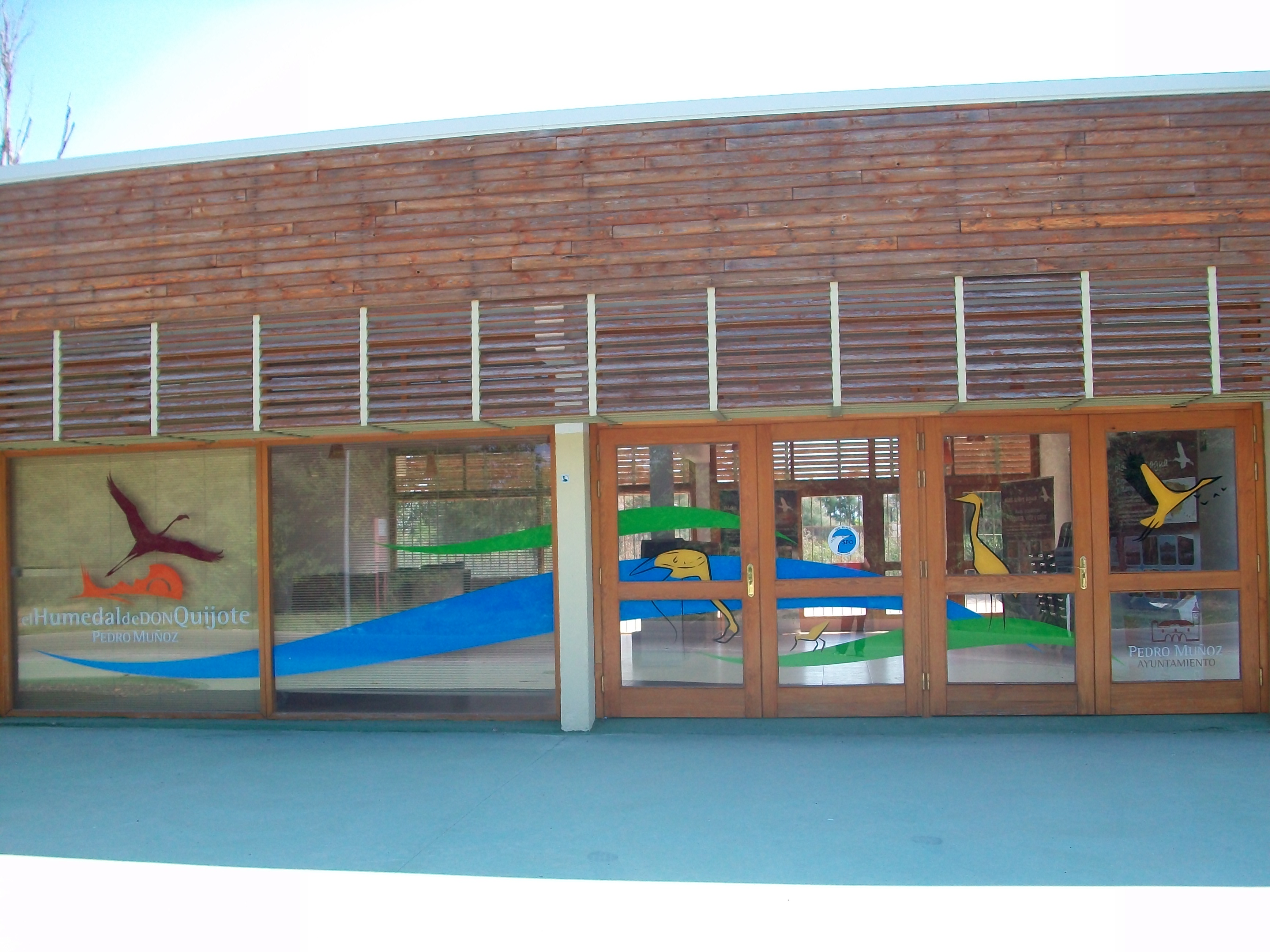
Centro de interpretación del Humedal de Don Quijote

El sector servicios, que ocupa a más del 33,3 % de la población, principalmente se compone de bares, pubs, discotecas y restaurantes. También posee un hostal, La Parad, y un complejo hotelero de 100 000 metros cuadrados denominado El encinar de Haldudo, que se compone de veintidós casas rurales para alojar a los huéspedes y de una serie de carpas para celebraciones. Además de un restaurante, una capilla para bodas, piscina, polideportivo, aparcamiento, etc.
Aparte de los monumentos y casas solariegas como puntos de interés turístico, Pedro Muñoz tiene también turismo industrial, pudiéndose visitar la Harinera, hoy en día convertida en museo y centro cultural, del mismo modo que posee un patrimonio industrial abandonado como son las ruinas de la antigua fábrica de harinas del río Záncara o las antiguas bodegas y alcoholeras de la avenida de Juan Carlos I que son un legado del despegue económico del municipio de finales del siglo XIX.
La laguna de la Vega es un enclave turístico ecológico que atrae a numerosos visitantes cada año, desde que se abrió el centro de interpretación El Humedal de Don Quijote en 2010.
Aparte de pasar la Ruta del Quijote, por este emplazamiento y de pertenecer la localidad a la ruta de Caminos del vino posee otras dos rutas turísticas: la ruta de los humedales y la ruta del río Záncara. Estas se pueden descargar en formato GPS en la página web de Promancha.
Entre el 30 de abril y el 4 de mayo se celebran las jornadas gastronómicas llamadas El buen yantar de Sancho donde se abre una muestra de productos agroalimentarios y se realizan exposiciones sobre oficios antiguos, además de degustaciones.

## Cultura

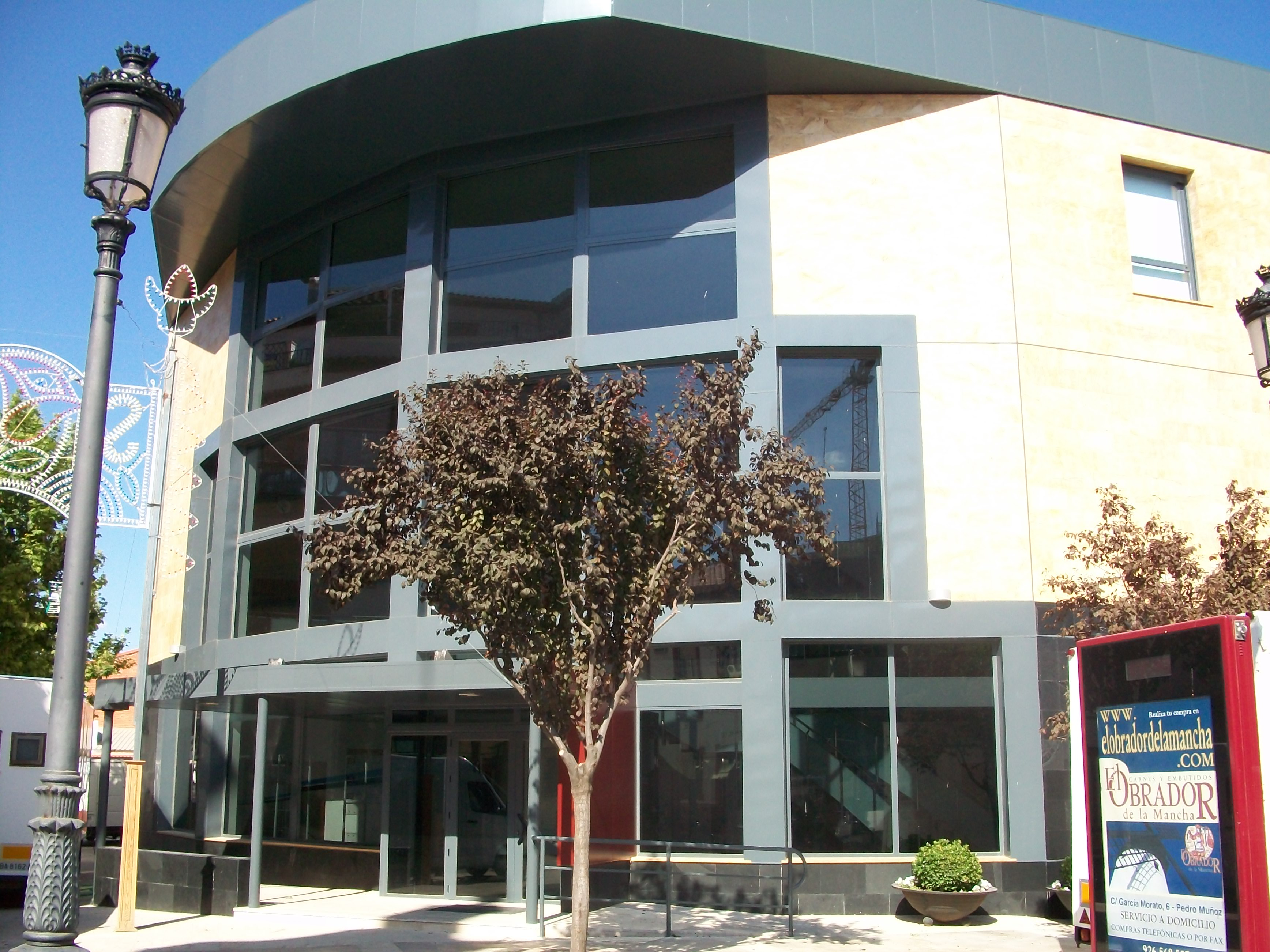
Centro cívico

Pedro Muñoz dispone de un centro cultural que se terminó de construir en 2010, alberga la «nueva biblioteca municipal, un nuevo centro de Internet, una nueva oficina de turismo y de promoción económica, nuevos despachos y dependencias para la Concejalía de Cultura, y el archivo municipal».

### Gastronomía
La gastronomía manchega se caracteriza por ser una cocina, contundente y sabrosa, y a la vez ser de sabores fuertes y platos sencillos. Los quesos artesanos y el vino son una combinación muy tradicional para el almuerzo o como acompañamiento de cualquier comida. El laurel, el ajo y el tomillo son un condimento muy empleado en los platos de la cocina manchega, las migas de pastor, los duelos y quebrantos, las gachas y los gazpachos son los platos más conocidos de esta gastronomía.
La gastronomía pedroteña es similar a la manchega con las características propias que la diferencian de las distintas gastronomías del resto de poblaciones manchegas. Sus platos más característicos son:
- Atascaburras: guiso hecho con patatas, bacalao desalado, dientes de ajo, huevo cocido, aceite de oliva, nueces y sal.
- Gazpacho manchego: plato hecho con liebre o conejo, perdiz, ajos, pimiento, tomates duros, hojas de laurel, tomillo, setas (también valdría champiñones) y una torta gazpachera (o pan sin levadura).
- Migas ruleras: guiso hecho con pan sentado del día anterior, panceta, chorizo, ajos, sal y aceite de oliva.
- Pisto manchego: guiso en el que intervienen cebollas medianas, panceta o jamón, pimiento verde, pimiento rojo, calabacines, berenjenas, tomates maduros, aceite, manteca de cerdo, sal y pimienta.
- Sopa de ajo: sopas realizada con pan, pimentón, cebolla, ajo, agua y aceite de oliva.
- Arrope: jalea elaborada con uvas maduras.
- Potaje de castañas: potaje elaborado con castañas pilongas, una rama de canela, azúcar, una copita de aguardiente y agua.[34]

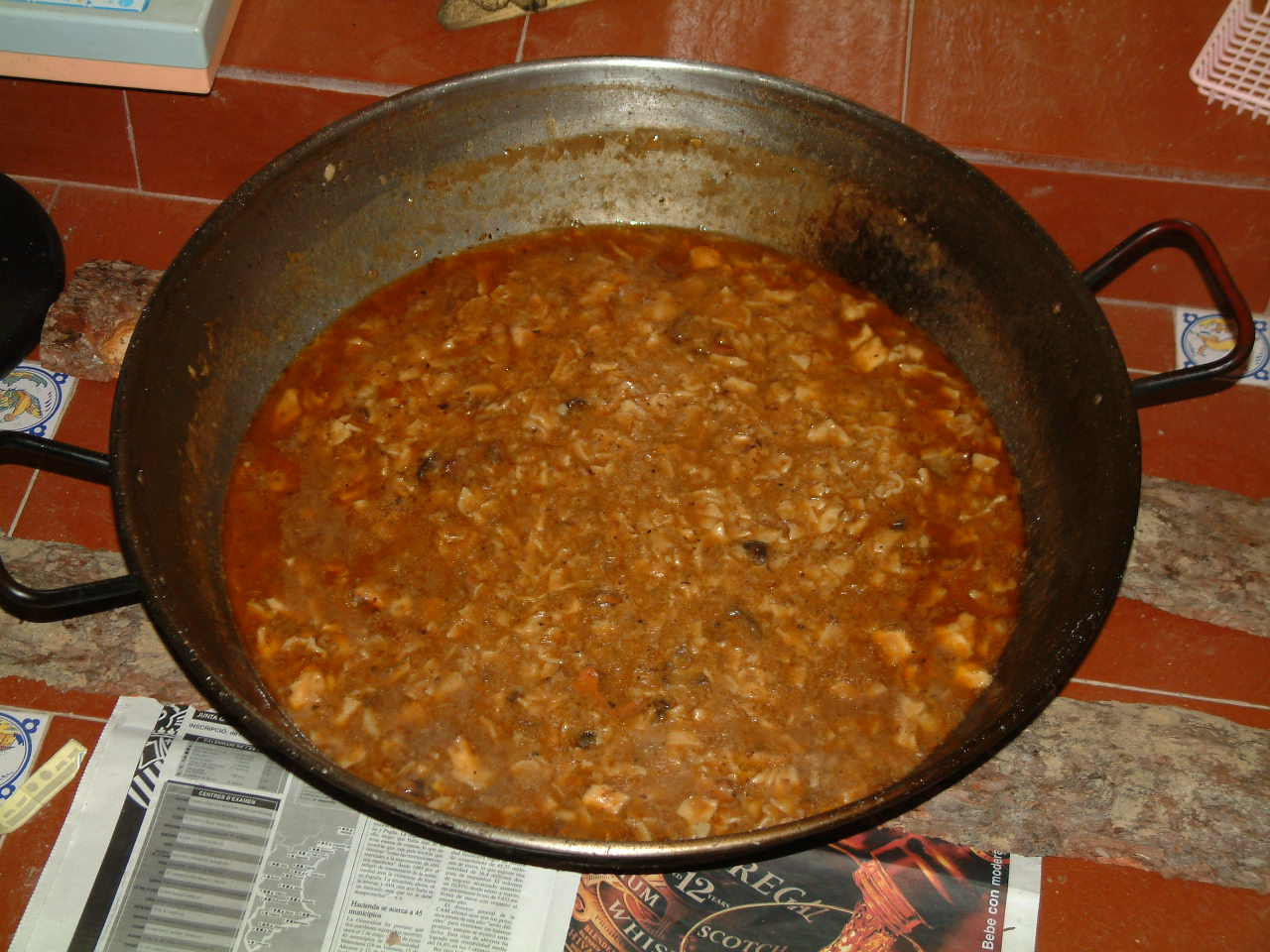
Gazpacho manchego
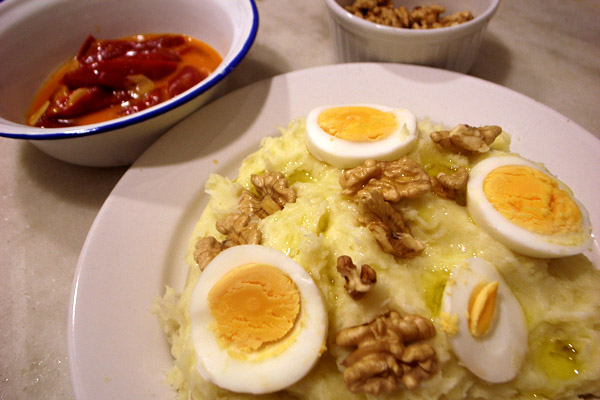
Atascaburras
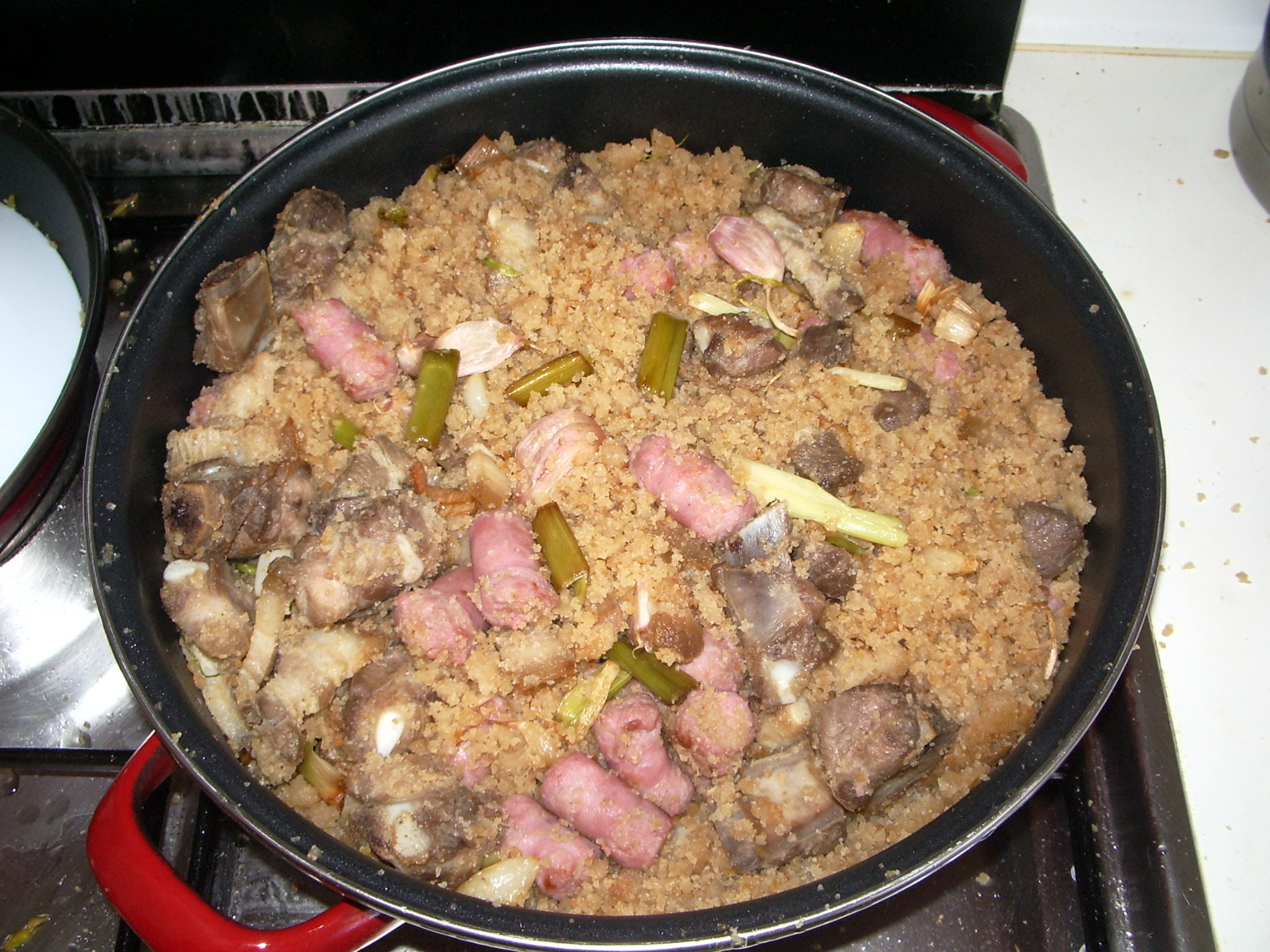
Migas ruleras
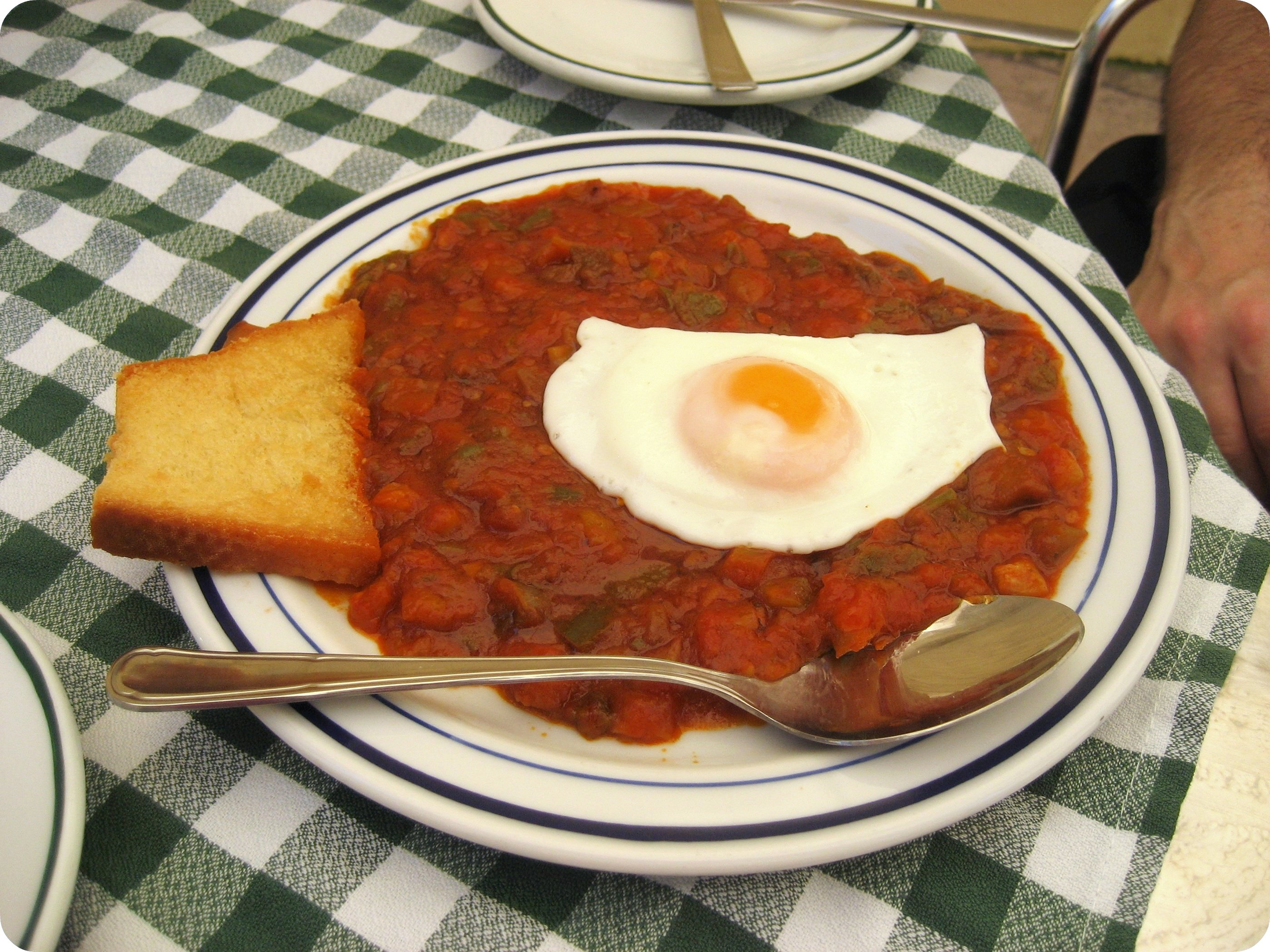
Pisto manchego

### Arquitectura

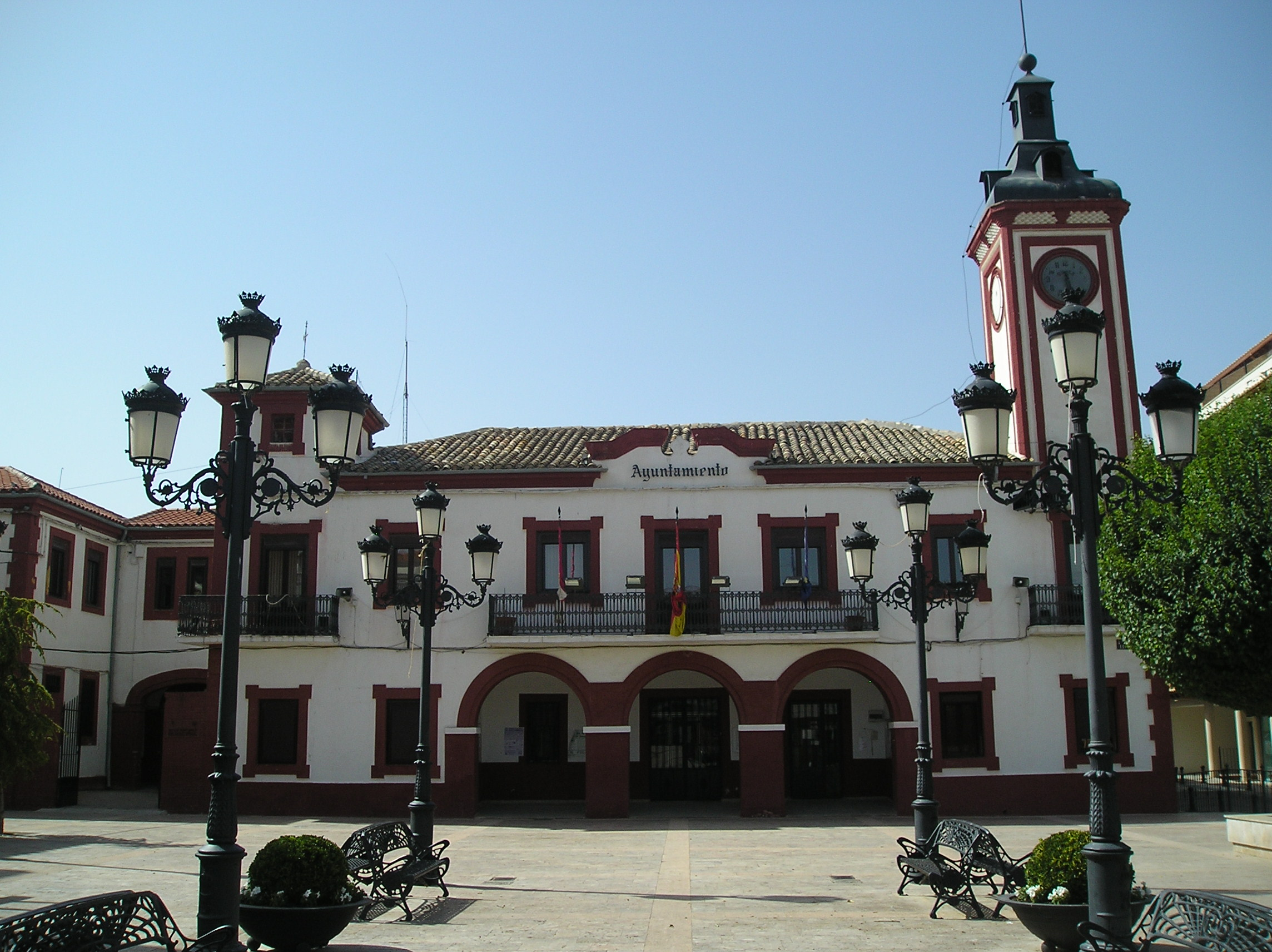
Ayuntamiento

#### Ayuntamiento
El Ayuntamiento, ubicado en la plaza de España, fue remodelado en varias ocasiones. Destaca la torre que es de estilo historicista y es el único resto que se conserva original del ayuntamiento de principios del siglo XX. Posee un carácter neomudéjar. En 1946 se construyó el edificio actual, un edificio esbelto con cubierta en cúpula y con elementos orientales en sus formas curvas con remates en palomares y en la torrecilla superior.

#### Iglesia de San Pedro Apóstol

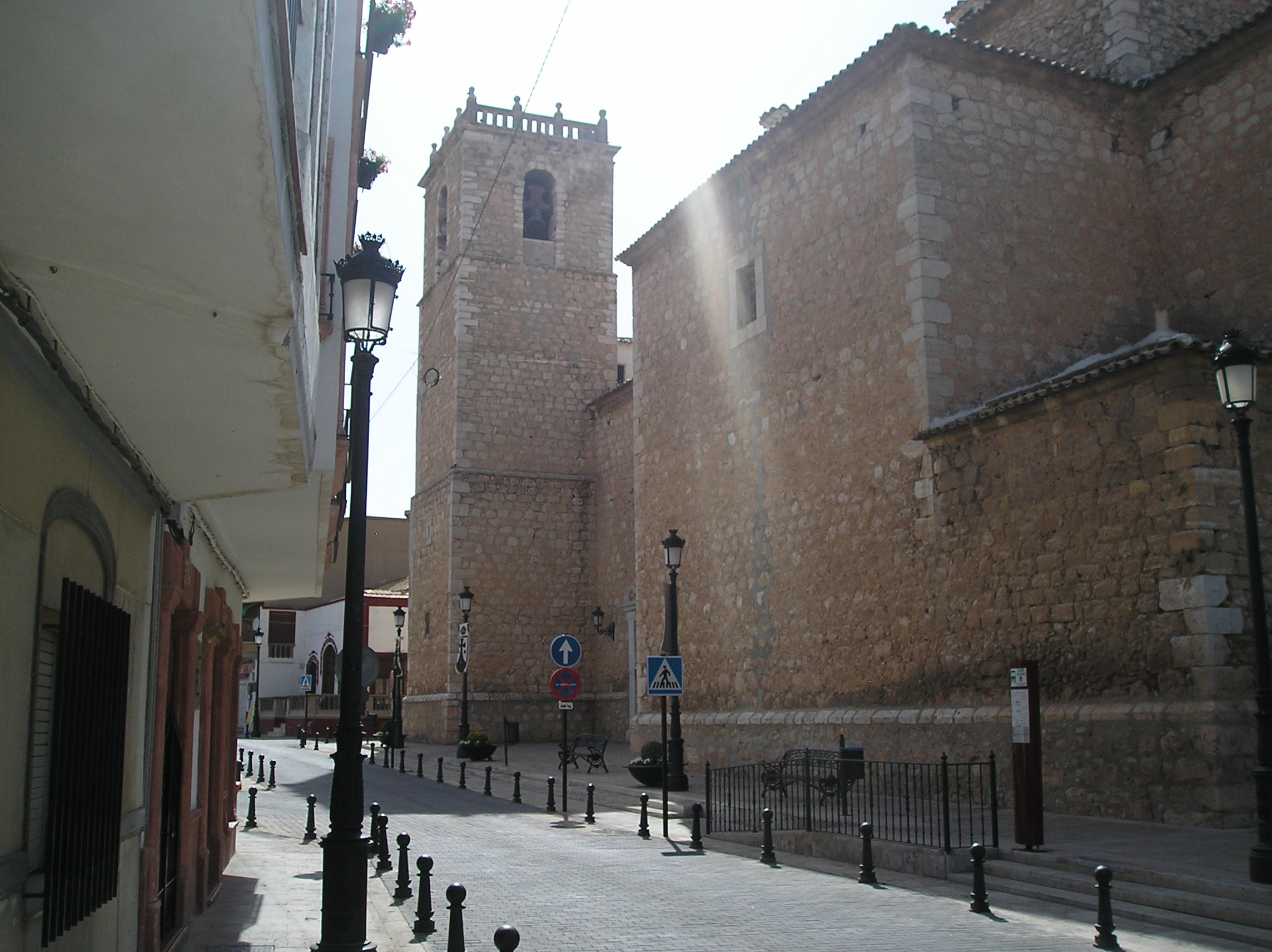
Iglesia de San Pedro Apóstol

La iglesia de San Pedro Apóstol es la obra arquitectónica más representativa de Pedro Muñoz. Ubicada en la plaza de España, es una construcción esbelta que mezcla el estilo renacentista con el barroco. Tiene planta en cruz latina con cuerpos bajos adosados en tres de las esquinas del crucero y torre de planta cuadrada.
Al huir los habitantes de las lagunas buscando tierras más secas y sanas, se vieron en la necesidad de abandonar la antigua iglesia de San Antonio. El día 8 de septiembre de 1700 se puso la primera piedra de la actual iglesia y se finalizaron las obras en 1722. Coincidiendo con la celebración del tercer centenario del inicio de las obras se procedió a la rehabilitación y colocación de las campanas de la torre.
El 18 de enero de 2010 la cúpula de la iglesia se desplomó por completo causando la muerte de un trabajador y heridas a otro. En ese momento se intentaba desmontar la linterna que coronaba la bóveda, cuando se trabajaba en su restauración.

#### Ermita de Nuestra Señora de Los Ángeles

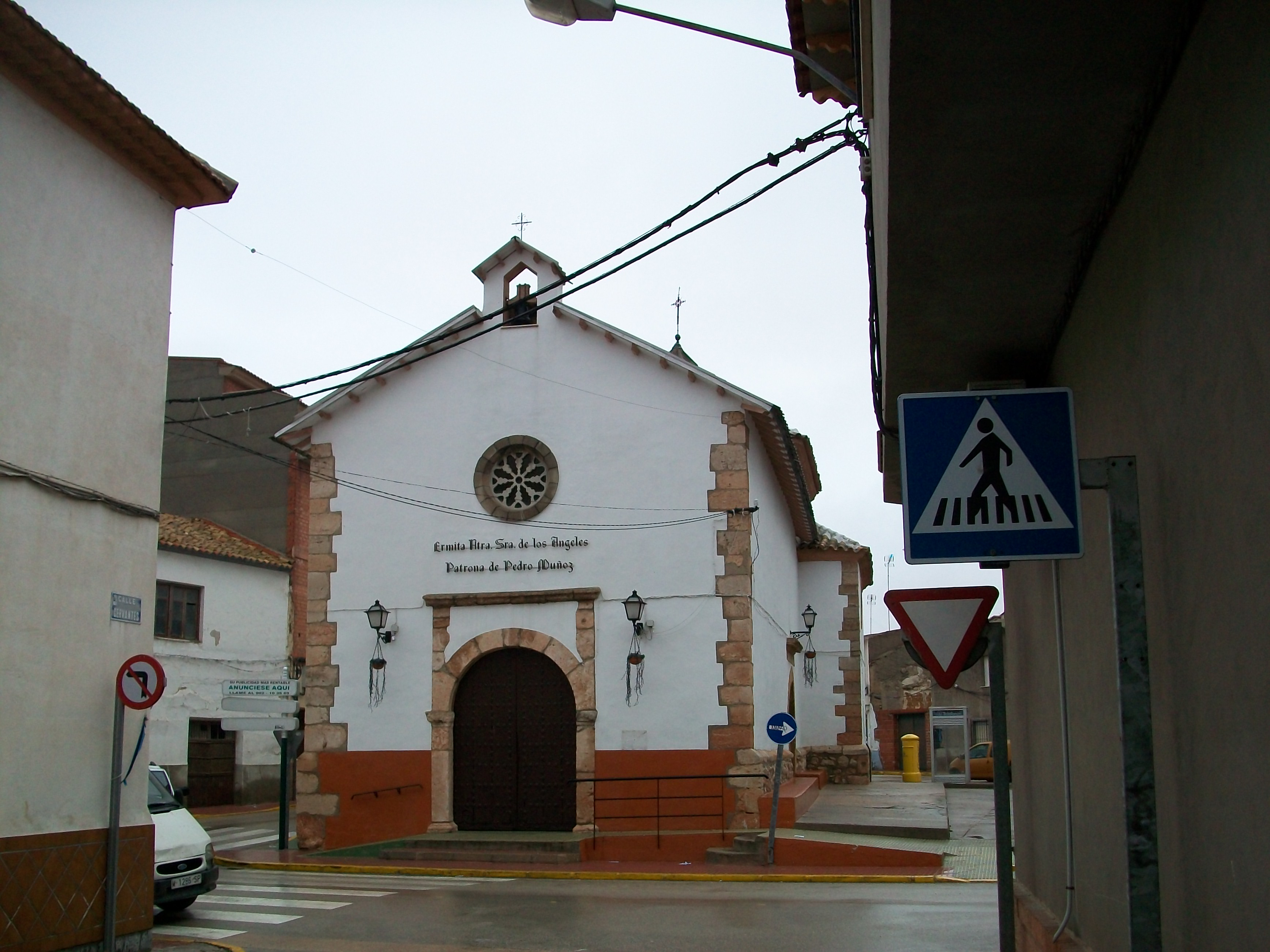
Ermita de Nª Sra. de los Ángeles

La ermita de Nuestra Señora de los Ángeles está en la calle de la Virgen, donde convergen la avenida de la Concordia, la calle Prim y la calle Cervantes, entre otras. Probablemente se dio el nombre de Nuestra Señora de los Ángeles a la virgen, y a su vez a la ermita, con el fin de perpetuar el nombre de la única hija del refundador de la villa Juan Mayordomo, la cual nació al poco tiempo de llegar al pueblo y murió pocos años después de nacer siendo aún una niña. Cuando se comenzaron a construir las nuevas viviendas en la segunda repoblación en la actual cuesta de la Tahona y en la calle del Campo, se iniciaron las obras de construcción de la ermita de Santa Ana y de la ermita de Nuestra Señora de los Ángeles. Al parecer esta última se hizo sobre una construcción que había allí anteriormente. Era una ermita rústica a base de poca piedra y mucha tierra.
En 1769 se inició la nueva ermita, se detuvo la obra y se reanudó en 1771. Se terminó ocho años después. Tenía soportales amplios y asientos a todo lo largo. En la Guerra Civil fue destruida en su mayor parte y fue reconstruida de nuevo durante la posguerra.

#### Ermita de Nuestra Señora del Buen Parto

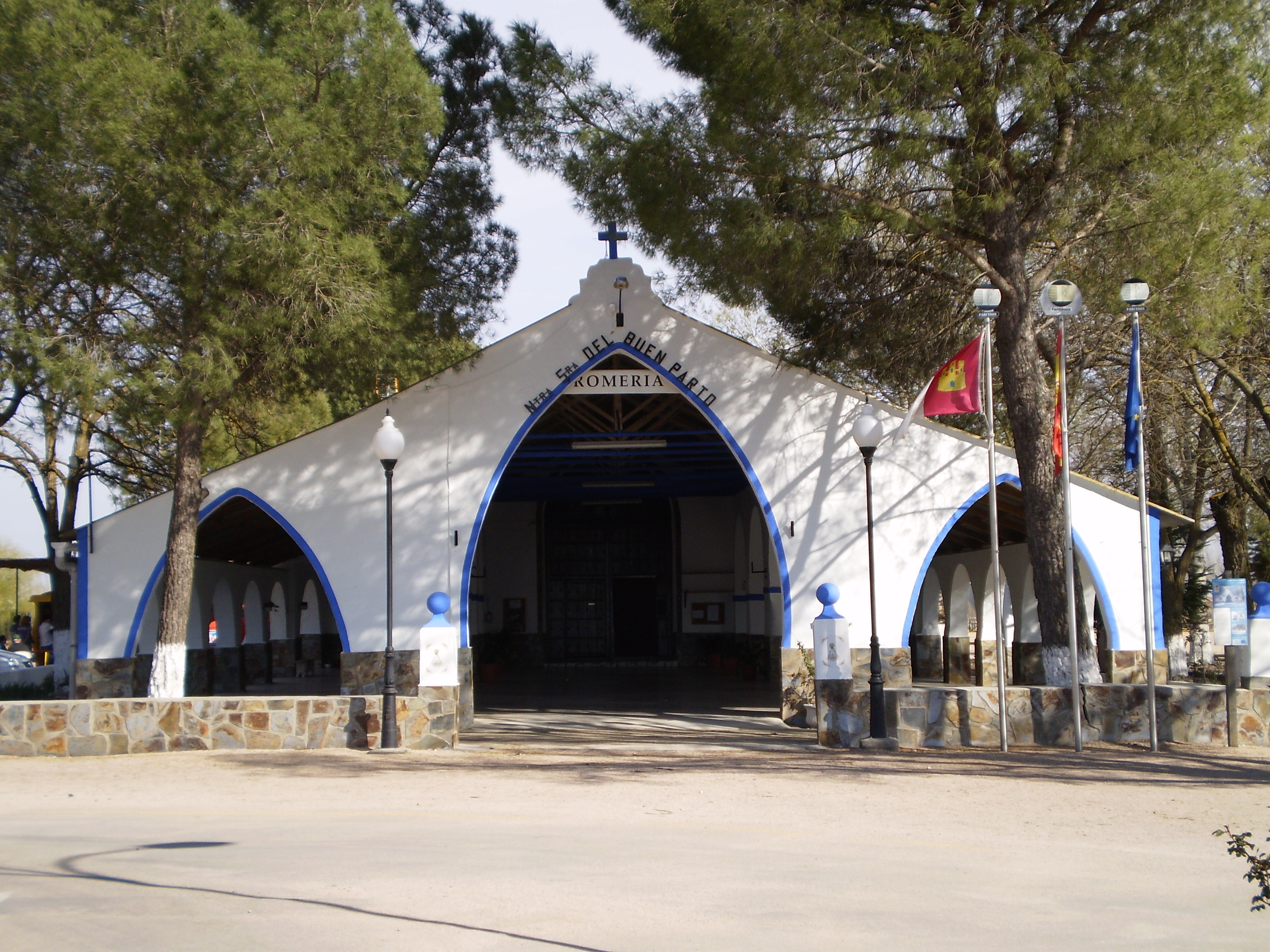
Ermita Nuestra Señora del Buen Parto, más conocida como la ermita de San Miguel

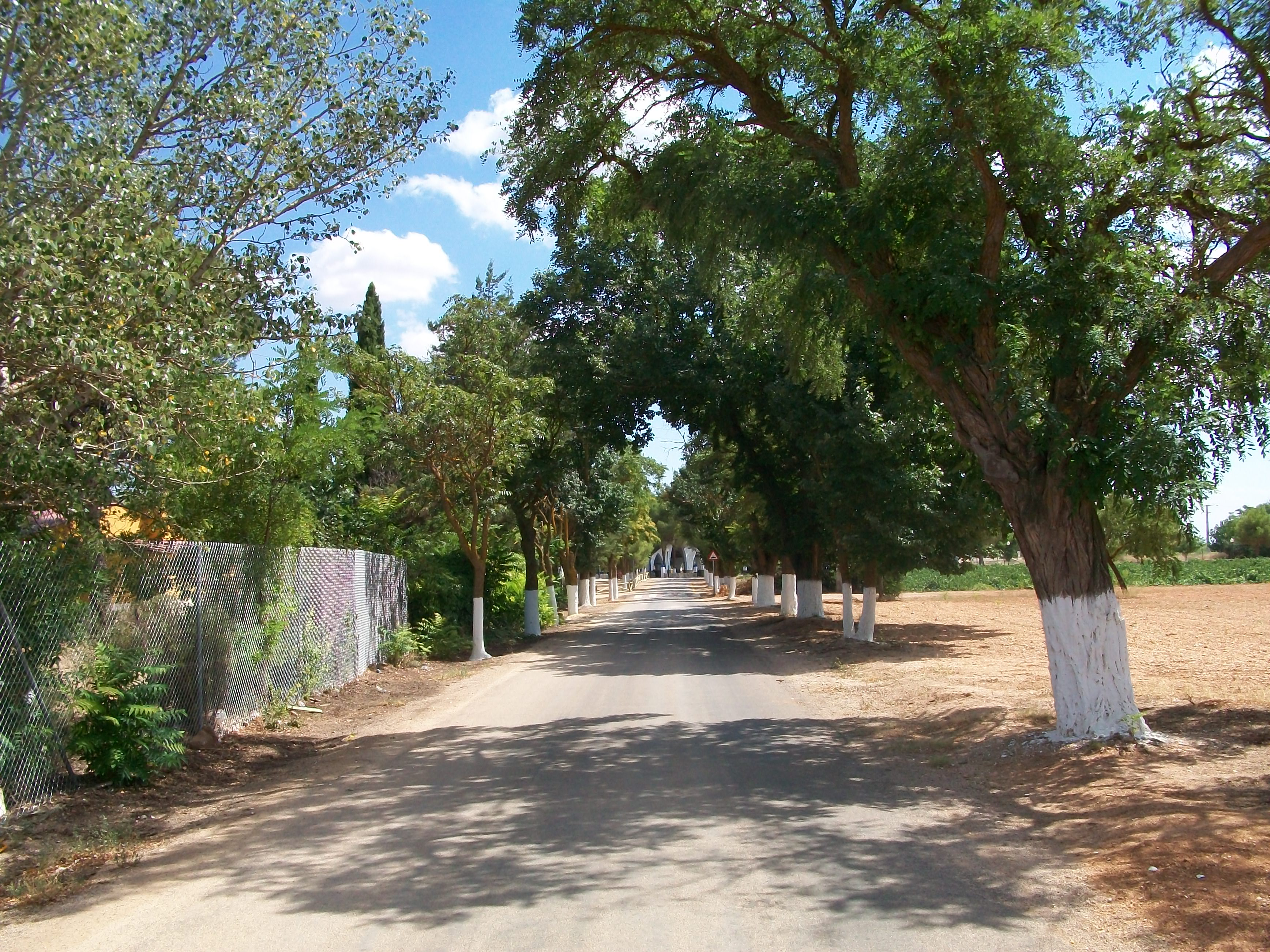
Camino de San Miguel

La ermita de Nuestra Señora del Buen Parto (39°21′00″N 2°56′20″O / 39.35000, -2.93889) está fuertemente vinculada con el puente de San Miguel ya que unos pastores al construir el puente, posiblemente en el siglo XII, construyeron también la ermita. La dotaron de una dependencia anexa como refugio de éstos y para cualquier viajero que lo necesitara. En principio fue una ermita pequeña y rudimentaria y con el tiempo fue deteriorándose progresivamente llegando a un estado ruinoso, hasta tal punto, que no se hacía culto en ella e incluso el ganado se guarecía en su interior en caso de mal tiempo.
En 1690 sería remodelada y se construiría una capilla a una nueva virgen: Nuestra Señora del Buen Parto. Se construyó a raíz de un suceso que pudo ocurrir entre el siglo XII y el siglo XIV. Se trata de un suceso misterioso que sin duda se convirtió en leyenda.

que las gentes que habitaban las "quinterías" contaban una leyenda en la que parece ser que en la ermita de San Miguel del Río, una "princesa cristiana" o "una dama importante" había dado a luz a una niña. Fue de manera accidental, ya que el lugar era poco recomendable para este menester. [...] Nadie supo nunca de qué "dama" se trataba, al parecer se ocultó siempre su personalidad. ¿Por qué éste misterio?. Debería tratarse de alguien importante, pues transcurridos unos meses, un carruaje tirado por cuatro caballos trajo a un grupo de personas las cuales adecentaron el lugar y colocaron una pequeña imagen con una inscripción en la parte central de su base, que decía: 'Ntra. Sra. del Buen Parto'.
Leyenda de la Virgen del Buen Parto.

El 16 de mayo de 1695 se inauguró la capilla de la virgen y después se mandó traer a un escultor para que hiciese una nueva imagen de ésta. Más tarde construirían el retablo. Desde entonces la devoción a la virgen fue en aumento y tanto la ermita como la virgen fueron bien mantenidas, ya que la virgen era muy venerada por multitud de personas de la comarca. Con la preocupación del mantenimiento del complejo en 1900 se llevó a cabo una importante restauración y reedificación de algunas partes de la ermita, sufragada con las donaciones de los vecinos de la localidad y devotos de otros lugares.
Durante la guerra civil española la ermita fue saqueada y profanada, quedando muy deteriorada. La imagen de la virgen fue destruida. Un hombre encontró la cabeza de la imagen flotando en el río y se la llevó envuelta en madejas de lana para que no le descubriera la milicia republicana. Transcurrida la guerra se llevó la cabeza a Sevilla para restaurarla y dotarla de un nuevo cuerpo. De igual modo, la ermita se restauró tras la posguerra al igual que la ermita de Nuestra Señora de los Ángeles.

#### Casas solariegas
En Pedro Muñoz hubo varias casas solariegas que pertenecieron a nobles y ricos que habitaron la localidad, de las cuales solo quedan en pie la casa de la Paca —que destaca entre las demás—, la casa de los Granero y la casa de los Fernández Cuéllar. También están la casa de la Torrecilla y la casa del prior y otra casa blasonada que ostentaba el escudo de la Orden de San Juan o de Malta pero que fue demolida para construir una nueva vivienda.
Casa de los Menaut

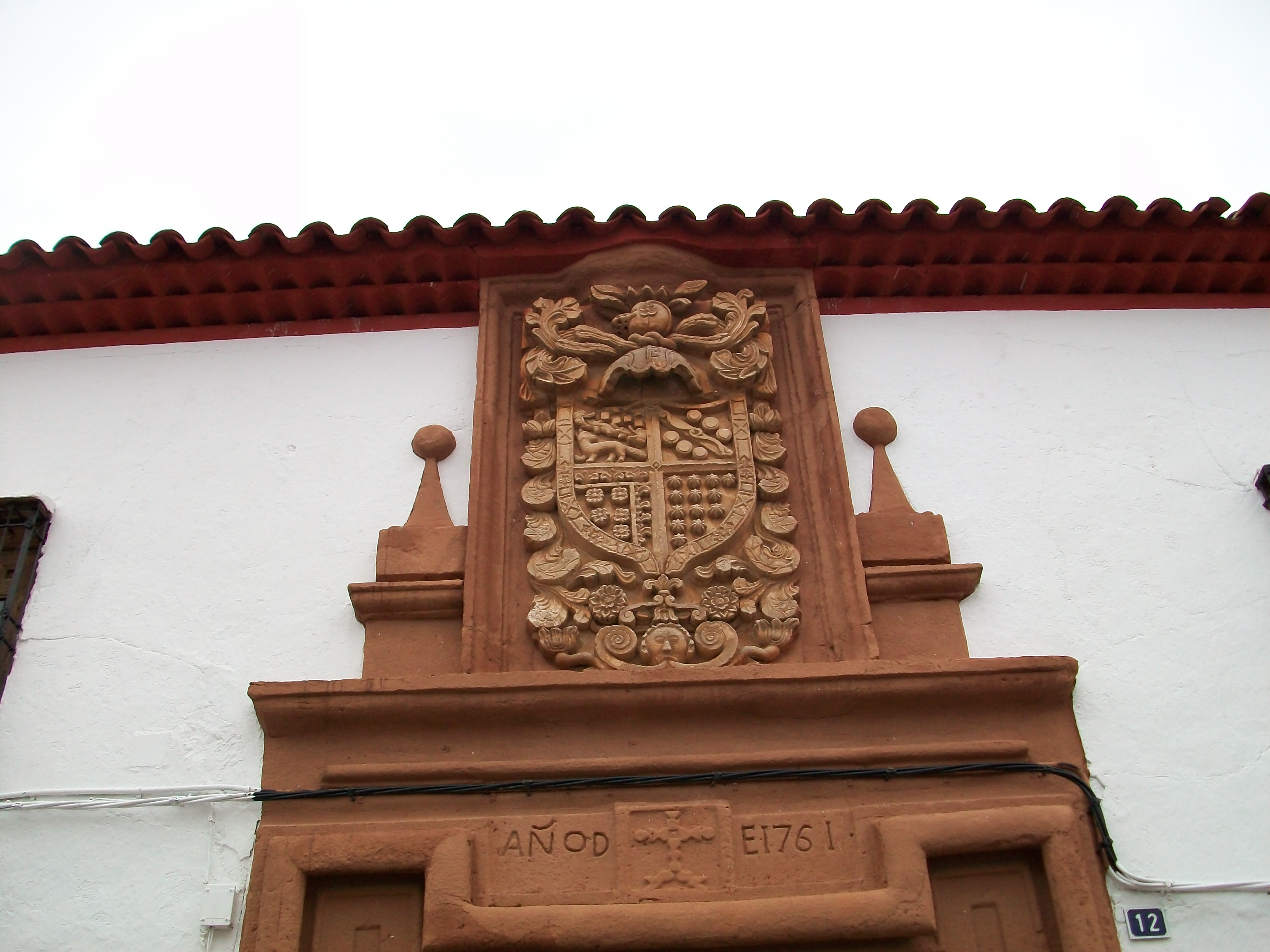
Blasón de la casa de la Paca

La casa de los Menaut, más conocida como casa de la Paca, en la calle de la Tahona n.º 12, es una casa-palacio construida en 1760 de estilo barroco con fachada blasonada, vanos con rejas de forja. En la fachada sobresale la portada principal, de piedra arenisca rojiza que contrasta con sus muros blancos. Tras la puerta principal se accede a un zaguán con puerta de seguridad. Su patio central luminoso con balaustrada de madera rústica distribuye el acceso a las habitaciones. Se comenzó a llamar casa de la Paca debido al nombre de una antigua propietaria y heredera que se llamaba Francisca Ramírez Cañas «Paca», quien quiso que tras su muerte se donara su casa a la causa eclesiástica. Desde entonces se imparten en esta casa catequesis y otras actividades relacionadas con la iglesia.
Casa de los Granero

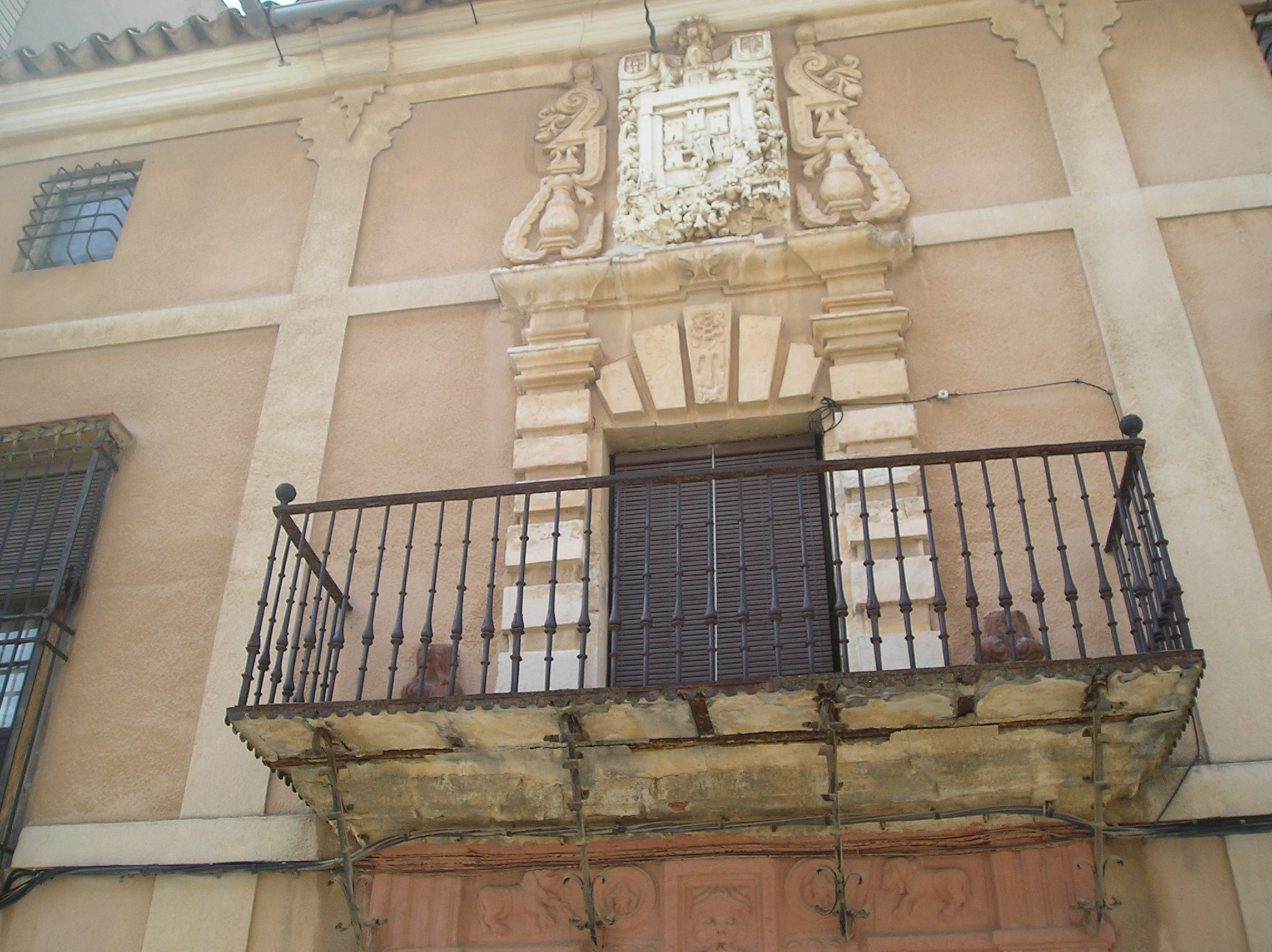
Blasón y balcón de la casa solariega de los Granero

La casa de los Granero, en la calle Carlos Garzarán, es una casa-palacio fundada por la familia Granero de Heredia. Fue construida en las postrimerías del siglo XVIII por Juan José Granero de Heredia y Quirós Garcés de Marcilla. Por encima del balcón central se sitúa el escudo de la familia, que lleva un solo campo de gules, cinco castillos de plata y un león rampante de oro en el centro. No lleva cimera, pero sí un guerrero armado con una espada y la cruz de Santiago en el pecho, bordura barroca y una orla con ocho haces de flechas, símbolo de Fernando el Católico. Lleva el siguiente lema:

«Siendo entre tus hechos, aqueste señero a tus castillos Heredia Granero añade el león feroz que mataste que nan tu rey también amparaste».

Casa de los Fernández Cuéllar

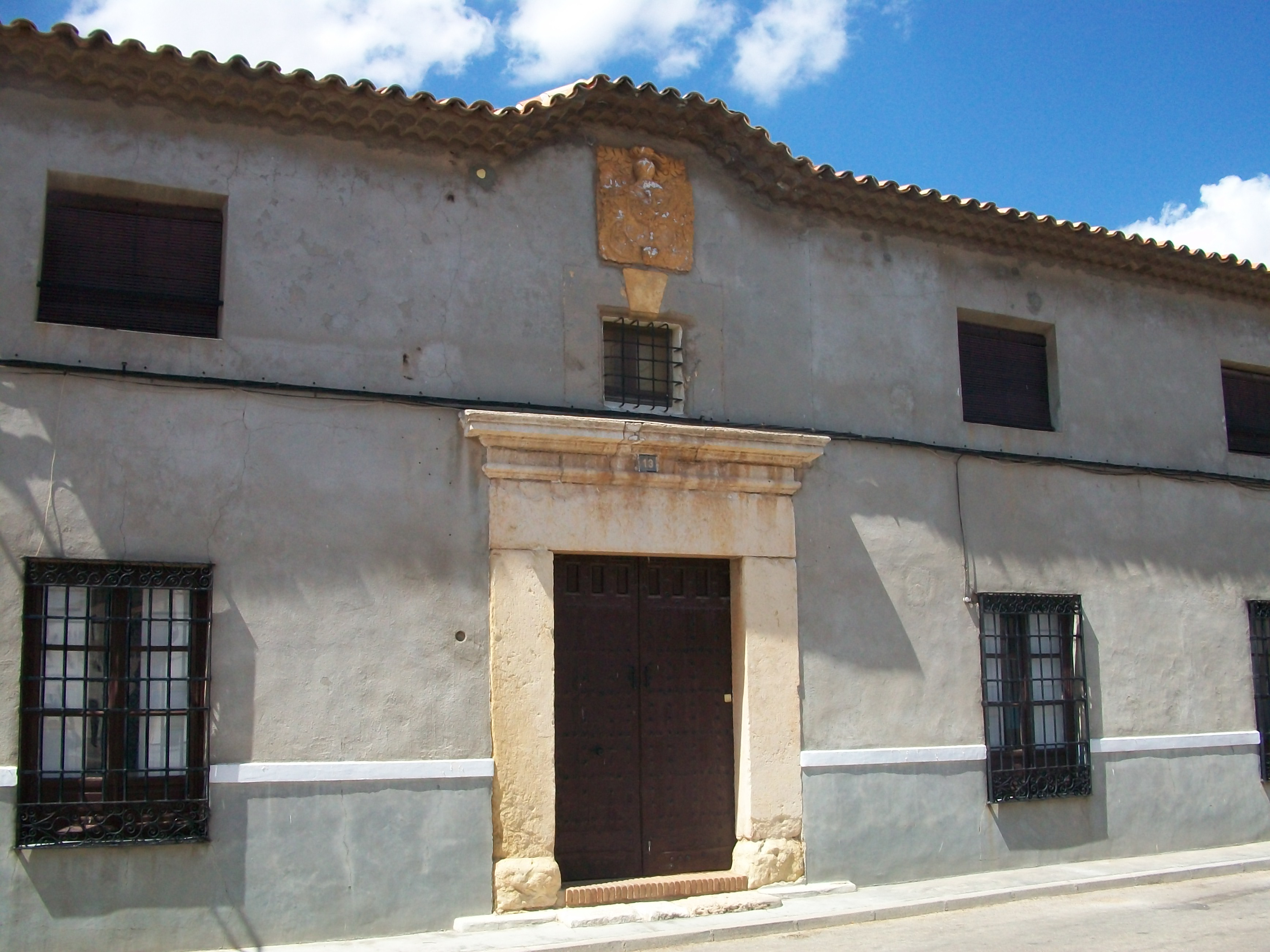
Casa de los Fernández-Cuéllar

La casa de los Fernández Cuéllar, en la calle de la Tahona, es una casa solariega del siglo XVIII con blasón. Se realizaron obras renovando la fachada y su interior aunque conserva su forma original exceptuando el saliente del tejado, donde se ubica el escudo. Originalmente estaba trazado en ángulo recto y en la actualidad está diagonal al arquitrabe. Del fundador no se tiene noticia. Se cree que perteneció a los Fernández Cuéllar, apellido que existió en la localidad y que más tarde desapareció. Ostenta escudo de un solo campo con un pino y un lobo levantado sobre sus patas, que simboliza el gobernador de una ciudad que tras un largo asedio, se arroja sobre los sitiadores y vuelve victorioso con un suculento botín. Es característico su patio típicamente castellano, con puerta principal de madera rústica y de artística forja.
Casa del Prior

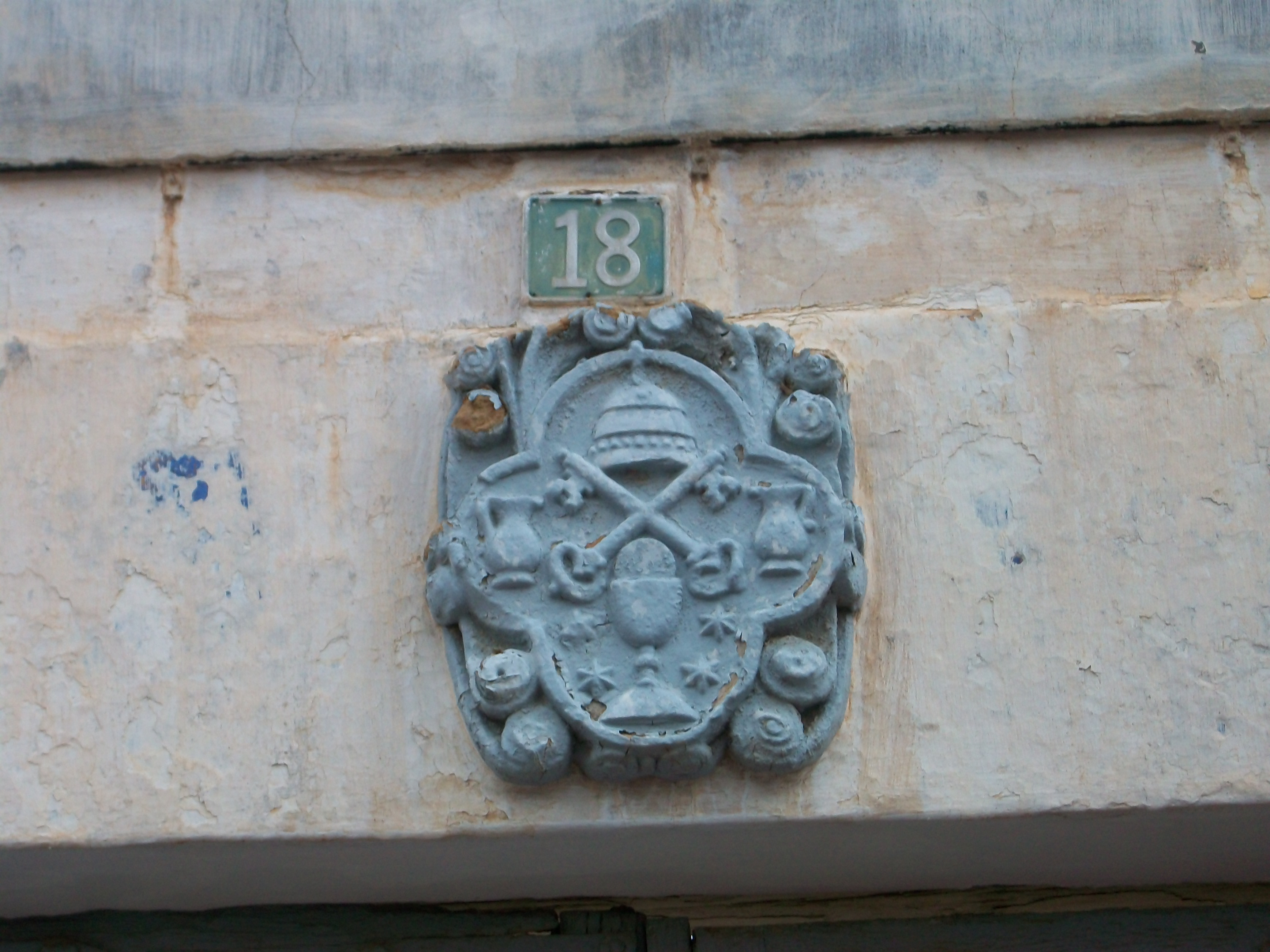
Escudo de la casa del Prior

La casa del Prior hace esquina con las calles Campo y Pizarro. Era una casa con blasón de la Orden de Calatrava. Se conserva tal y como era. Al parecer sobre 1698 vivió allí un alto cargo eclesiástico o un prior. Se sabe que un grupo de monjes de una orden cisterciense vivió allí durante el tiempo de construcción de la iglesia parroquial a comienzos del siglo XVIII. Estos monjes quisieron fundar aquí un monasterio dependiente del monasterio de San Clodio en Leiro (Orense), el cual fue mandado construir por el pedroteño Blas García. Se desconoce quién la fundó y en qué año.
Casa de la Torrecilla

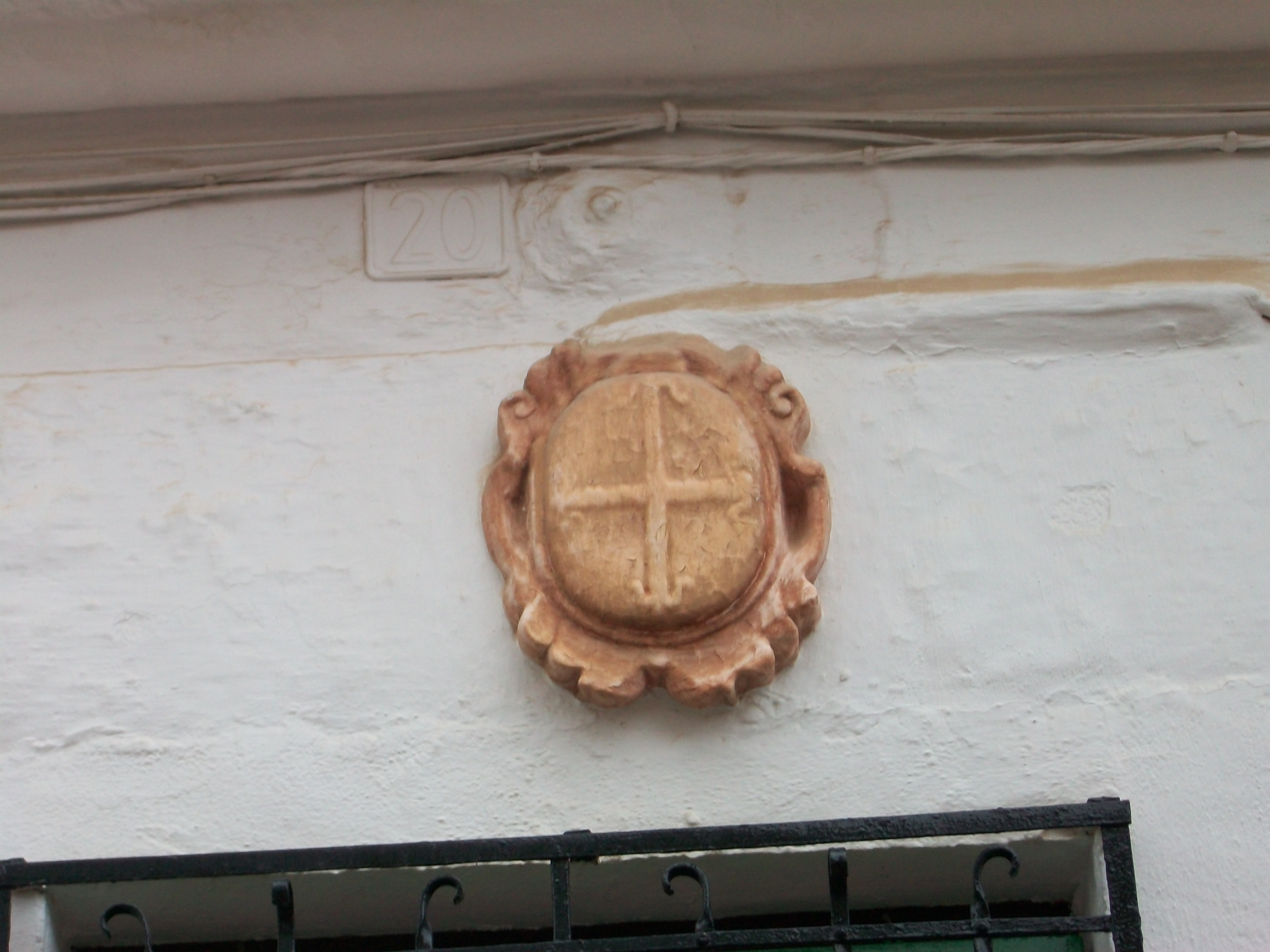
Escudo con la cruz de Malta en la casa de la Torrecilla

La casa de la Torrecilla, situada en el número 18 de la calle de la Virgen, fue construida en el siglo XVIII. Es una casa solariega con fachada blasonada que fue fundada por un desconocido caballero de la Orden de Santiago. Por encima de una de sus ventanas, donde antes estaba la puerta y que aún se puede aprecia bajo la pintura, campea un escudo con la Cruz de la Orden de Santiago.
La casa de la calle Dos de Mayo
En la calle del Dos de Mayo existió otra casa blasonada, también con fundador desconocido. Ostentaba un escudo con la Cruz de la Orden Militar de San Juan (en la actualidad Orden de Malta). Tenía un típico patio castellano, pero la casa fue demolida para construir una nueva vivienda.

#### Plaza de toros

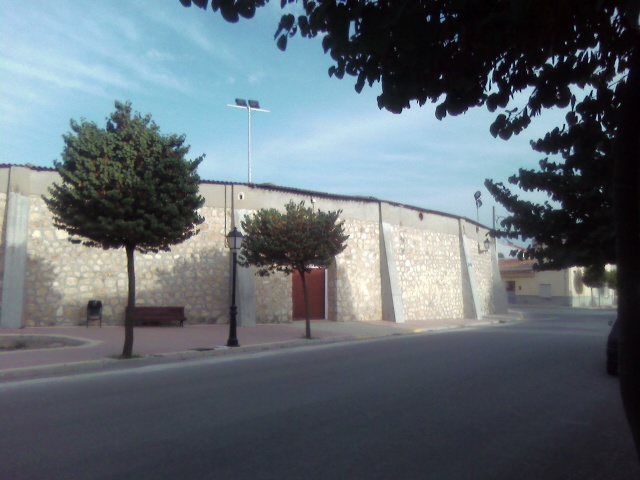
Plaza de toros

La plaza de toros se comenzó a construir en el año 1916 y se finalizaron las obras en 1919, año en cuya feria se inauguró con dos corridas de toros. En la primera corrida participaron los toreros Rafael Rubio «Rodalito», Corralafuente y Antonio Sánchez; y en la segunda fueron Corralafuente y Rodalito. Los constructores utilizaron para esta plaza el diámetro la plaza de Quintanar de la Orden.
Durante la guerra civil española fue convertida en un improvisado campo de tiro y fue dañada seriamente. En 1945 algunos vecinos se asociaron para comprar la plaza y restaurarla. El 1 de agosto de 1964 se cedió al Ayuntamiento por parte de los propietarios con algunas condiciones.

#### Puente romano

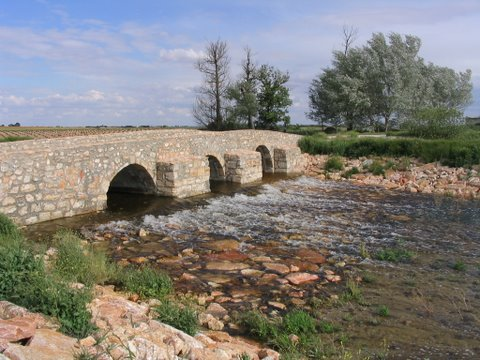
Puente romano sobre el río Záncara

Un puente romano, conocido como puente del Molino de la Torre (39°20′23.85″N 2°54′6.74″O / 39.3399583, -2.9018722), aún perdura sobre el río Záncara, en el límite del término municipal con Socuéllamos. Construido en obra de piedra, tiene tres ojos de iguales dimensiones y uno menor que está cegado.
Es atravesado por la vereda de los Serranos y aún perduran en sus accesos restos de una calzada romana de 6 metros de ancho que unía Complutum (actual Alcalá de Henares) con Cartagonova (actual Cartagena) y que ha sido progresivamente destruida por los trabajos en los cultivos cercanos

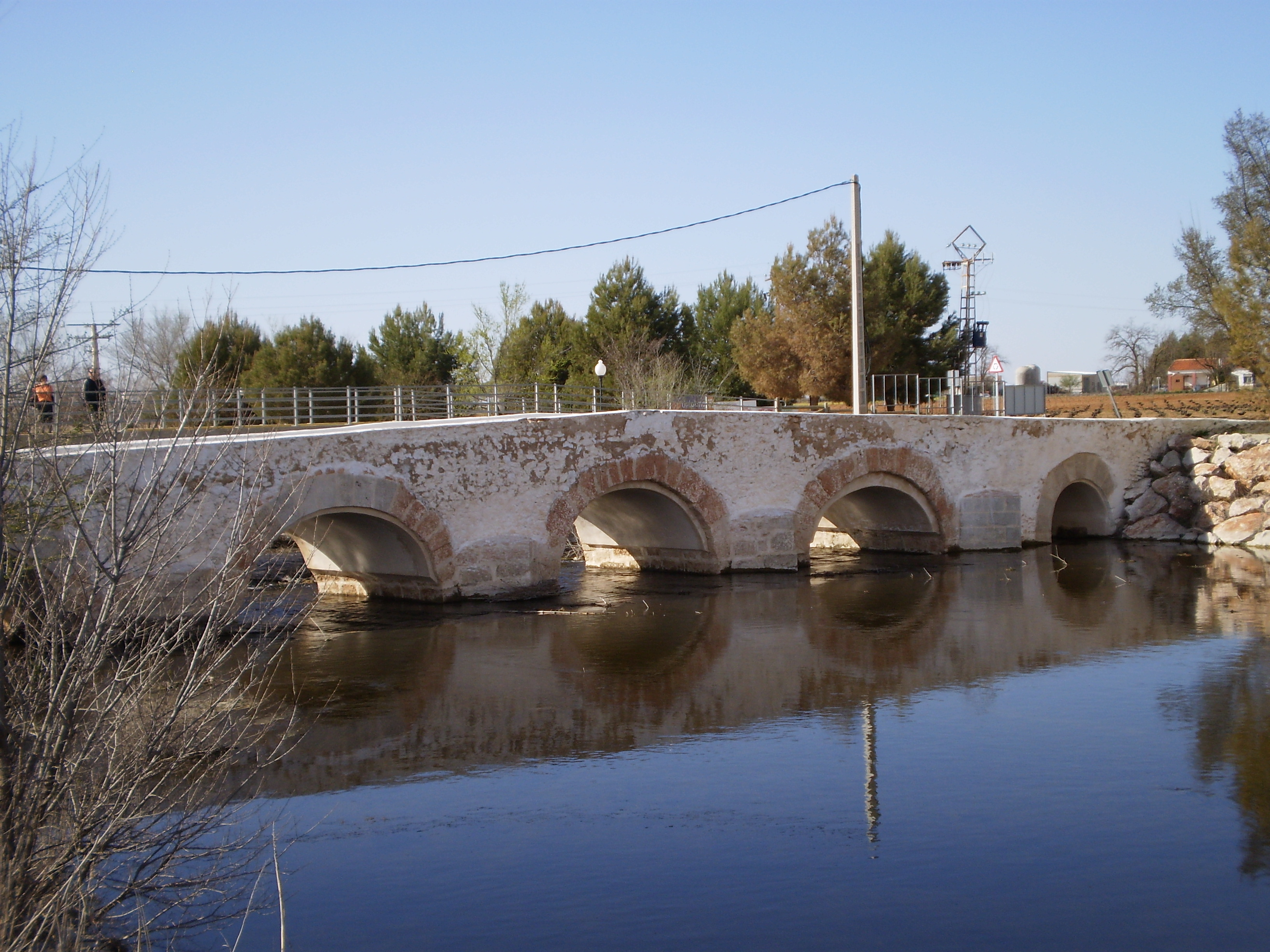
Puente de San Miguel

#### Puente de San Miguel
El puente de San Miguel (39°20′58″N 2°55′50″O / 39.34944, -2.93056), al igual que el puente romano, se encuentra ubicado sobre el río Záncara. Este puente se encuentra junto a la ermita de San Miguel. Recientemente se han llevado a cabo importantes tareas de recuperación y mejora del entorno con sendas vías verdes a ambos márgenes del río.
Durante la Edad Media y algún tiempo después se cobró pontazgo a los pastores que cruzaban y consistía en dos cabezas de ganado escogidas de cada pastor que lo cruzara.

### Ferias y fiestas

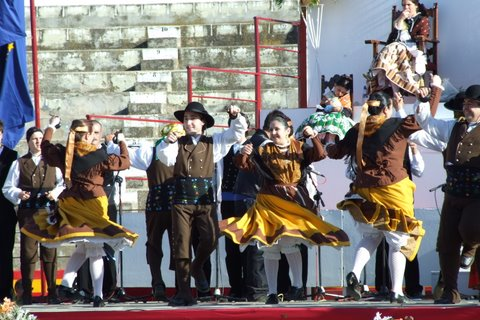
Fiesta del Mayo Manchego

- Las Ferias y Fiestas del pueblo son del 1 al 7 de agosto. Son en honor a la patrona, la Virgen de los Ángeles.
- El Jueves lardero es el jueves anterior al carnaval y se tiene por costumbre salir al campo a merendar y pasar toda la tarde (lardear). La típica torta con huevo es el dulce predominante en este día. Anteriormente se le llamaba el Jueves gordo por la cantidad de carne que se comía antes de la Cuaresma.
- La Fiesta de la Vendimia se celebra en septiembre, unas semanas antes de comenzar la vendimia.
- La Romería de San Isidro y de Santa María de la Cabeza se celebra el 15 de mayo en la ermita de San Isidro.
- La romería de la Virgen del Buen Parto se celebra el día siguiente al domingo de Pentecostés la Romería se celebra en la ermita de San Miguel.
- La Romería de San Cristóbal se celebra el 10 de julio. A mediados del siglo XX, Pedro Muñoz era considerado en la zona como el pueblo con más vehículos por habitante, por lo que, en 1952 se fundó la Hermandad de San Cristóbal. Los camioneros del pueblo (de considerable número debido a la industria del municipio) llevan a hombros a San Cristóbal hasta su ermita tras haber hecho una procesión junto a un convoy de camiones haciendo honor al patrón.
- La Festividad de la Virgen del Carmen se celebra en el mes de julio y es costumbre el uso de la pólvora en honor a la Virgen.
- La Semana Santa es similar a la de los pueblos de alrededor. Destaca la procesión del Miércoles Santo y la del Jueves Santo.
- Santa Cecilia se celebra el 22 de noviembre. Es una fiesta con mucho arraigo en la que es tradicional la recogida de los nuevos músicos por las distintas agrupaciones y el Concierto Extraordinario de la Banda Sinfónica Municipal.
- San Antón se celebra el día 17 de enero conmemorando la muerte de San Antonio Abad, santo protector de los animales.
- Los Mayos son claramente la fiesta más representativa de la localidad. Está declarada como Fiesta de Interés Turístico Nacional.[42] Se remonta a tiempos inmemoriales y su esencia reside en la ronda que hacían los mozos en la noche del 30 de abril para cantar los mayos a las mozas. Portaban con ellos una farola engalanada para alumbrar el camino y poder ver a la muchacha que se asomaba por la ventana cuando oía a los mozos cantar. Hoy en día se seleccionan a las damas y la gente del pueblo y forasteros se reparten en grupos a cantarle los mayos a la dama, ésta les invita a su vez a un tentempié a los mozos y mozas que se las canten. El 1 de mayo se celebra un festival regional de Mayos en la plaza de toros de esta localidad. Por la importancia de esta fiesta el pueblo posee el título de Villa y Corte del Mayo Manchego.[43][44]

### Medios de comunicación
El ayuntamiento edita un periódico trimestral llamado Noticias de Pedro Muñoz. Promancha publica cada año un boletín con las noticias sobre la mancomunidad. Además, una emisora de radio, Pedro Muñoz FM, emite en todo el término municipal con la frecuencia 107,3 MHz de FM.

### Teatro-cine municipal

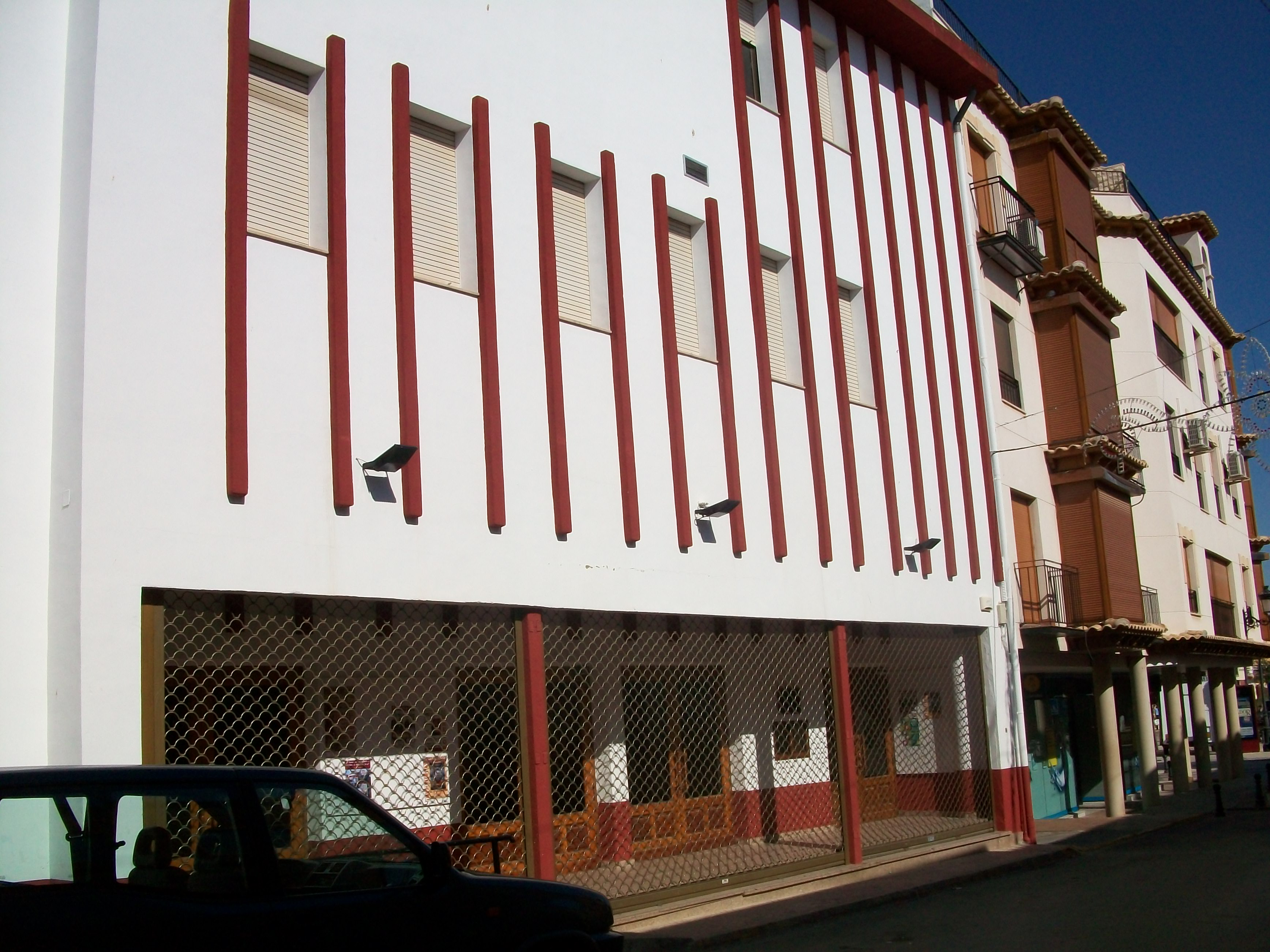
Teatro municipal

El teatro-cine municipal, inaugurado el 1 de agosto de 1983 con el nombre de cine Dandy y su primera proyección fue la película Poltergeist, se halla en la calle Dos de Mayo cerca de la plaza de España. A día de hoy se siguen proyectando películas y representando obras de teatro. Asimismo se celebran otro tipo de actos culturales en Los Mayos y en la época de ferias, al igual que se emplea para la celebración de eventos y reparto de premios de variada índole; deportivos, culturales, etc.

### Entidades culturales
Existen en el pueblo un gran número de entidades culturales de todo tipo, entre las que destacan las diferentes cofradías y hermandades de Semana Santa, así como las siguientes:
- Asociación teatral Parnaso
- Asociación cultural Sacalustres Films
- Banda de cornetas y tambores Javier Mayoral
- Banda sinfónica municipal Petronilo Serrano
- Agrupación musical Cristo de la Columna
- Asociación cultural San Cristóbal
- Asociación cultural Magenta 97
- Asociación musical Santa Cecilia
- Asociación teatral Cariátides
- Asociación teatral Akenón
- Fundación Pacas, que otorga los premios Pacas a los mejores cortometrajes en el Festival José Francisco Rosado

### La Harinera

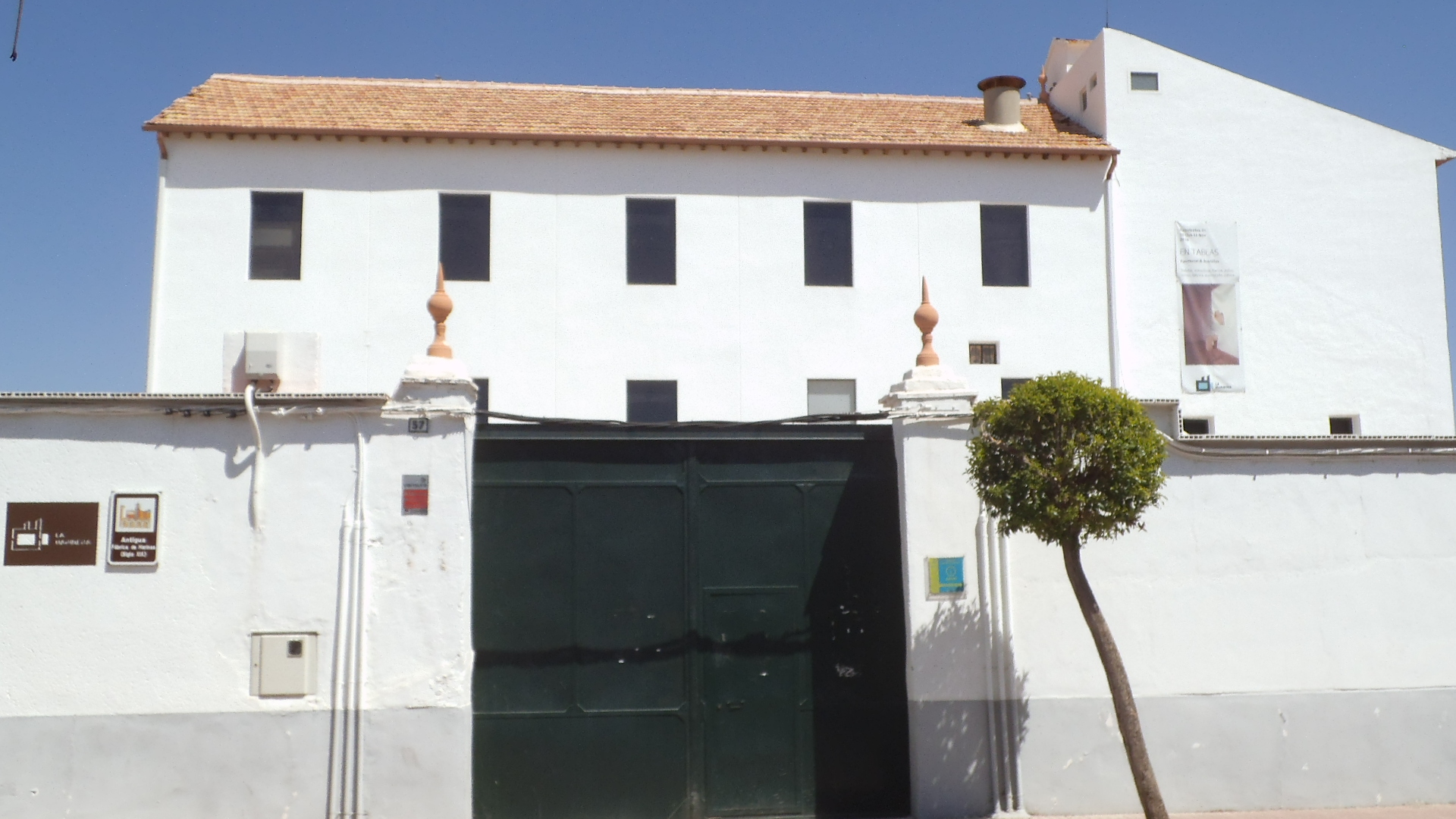
Centro cultural creativo La Harinera

La Harinera es un proyecto cultural impulsado por la Fundación Iberoamericana de las Industrias Culturales y Creativas (FIBICC) y que abrió sus puertas como museo en 2015. Es una organización que se centra en el desarrollo cultural donde se da alojamiento a artistas para que desarrollen su obra. También tiene un albergue donde alojan a estudiantes de castellano de todo el mundo.

### Festival de cortometrajes
El festival de cortometrajes José Francisco Rosado, es un evento que ya ha tenido tres ediciones y que otorga premios (los llamados premios Pacas) a los mejores cortometrajes en diversas categorías. La segunda edición llamada Pacas 2.0 se celebró en 2012 y tuvo relativo éxito contando con 70 cortos de ámbito nacional para premiar. El tercer certamen (Pacas 3.0) se celebró en 2016 desde entonces se planea celebrar cada año. Pacas 4.0 se celebró en enero de 2017.

### Quixote Box
Quixote Box es un museo inaugurado en julio de 2017. El museo alberga ediciones de todas las épocas de la famosa obra de Cervantes de Don Quijote de la Mancha donadas por la familia Zunzunegui heredera de una gran colección de un antepasado suyo: Luis María Zunzunegui Moreno, que fue el que juntó tal extraordinaria colección.
Se considera una de las colecciones más importantes del país con unos 845 volúmenes y libros relacionados con El Quijote y Cervantes en todos los idiomas. Entre ellos se encuentran la III edición de Thomas Shelton del año 1656, otro de los Países Bajos de 1696 y otro en la que aparece una dedicatoria a Isabel II.

### Bandas
Banda sinfónica municipal
La banda de música, llamada en un principio así, se consolidó por primera vez en 1914 con el organista Palatino Álvarez Fernández que crearía una agrupación musical mixta, ya que aunaba instrumentos de aire y de cuerda. La banda permanecería consolidada y estable hasta nuestros días teniendo una pequeña crisis al ser reemplazado el organista Palatino por enfermedad por otro que no le entusiasmaba la banda, pero volvería en 1930 después de recuperarse y volvería a poner en su sitio a la banda municipal. Desde entonces hasta ahora han pasado muchos directores que han logrado subir el nivel musical de la banda. Entre ellos está Enrique García Rey, que compuso el himno de Pedro Muñoz. En enero de 2008 se municipalizó la banda pasándose a llamar banda sinfónica municipal.
Banda de cornetas y tambores Javier Mayoral
La banda de cornetas y tambores es una banda que se consolidó poco antes de la democracia tras disoluciones. La consolidación absoluta y definitiva de la banda fue la propuesta del primer alcalde democrático tras el franquismo, Antonio Delgado Pulpón, que haría que la banda fuera una institución municipal más por lo que los gastos de la banda correrían desde entonces a cargo del ayuntamiento.
Javier Mayoral fue uno de los artífices de la consolidación, se convirtió en director de ésta y aún lo sigue siendo en la actualidad consiguiendo para la banda de cornetas y tambores el logro de ser campeones de España para bandas por tres veces en su modalidad. También propuso la creación de un grupo de majorettes unida a la banda pero acabaría desapareciendo.

### Deporte

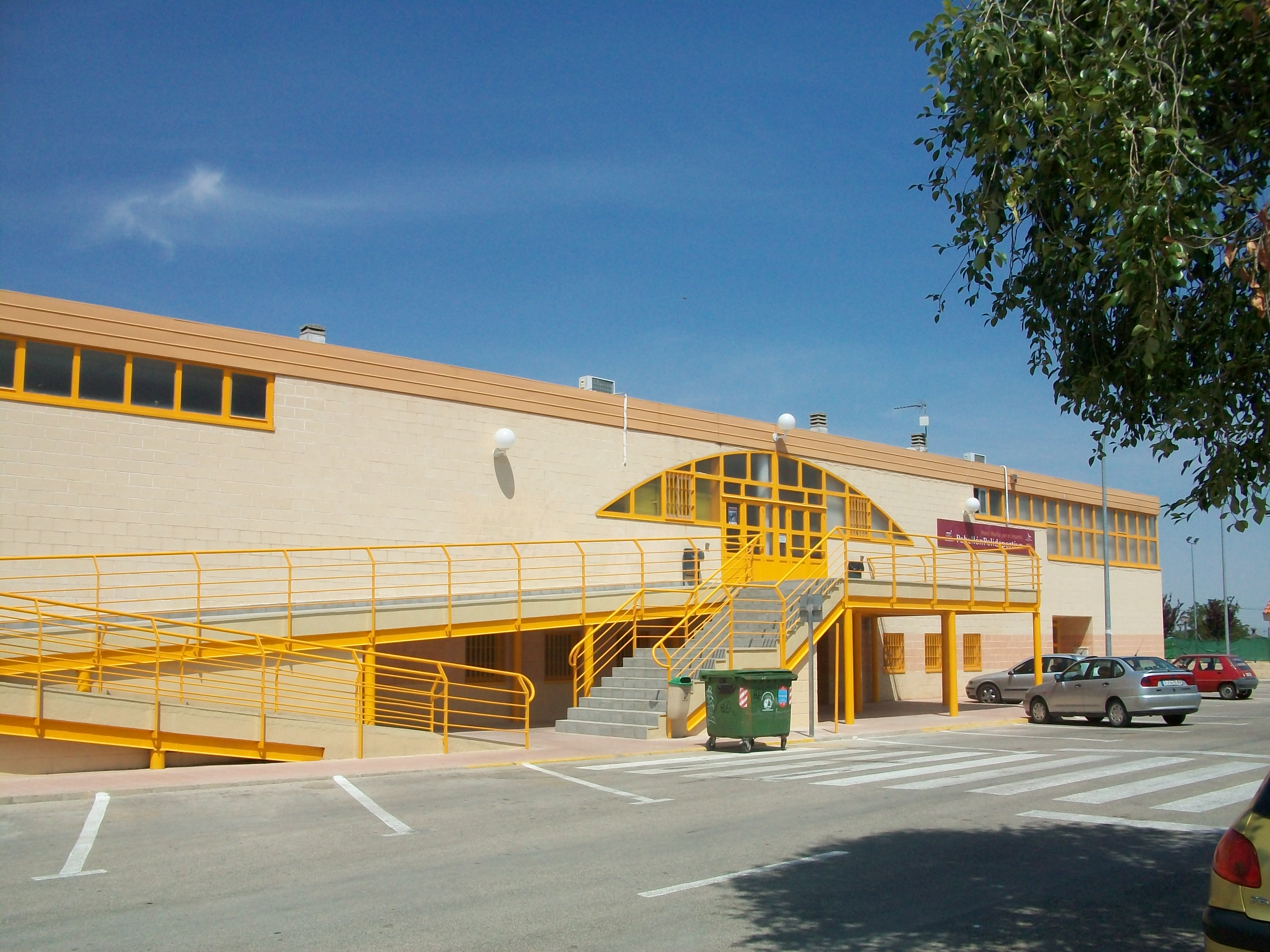
Pabellón municipal

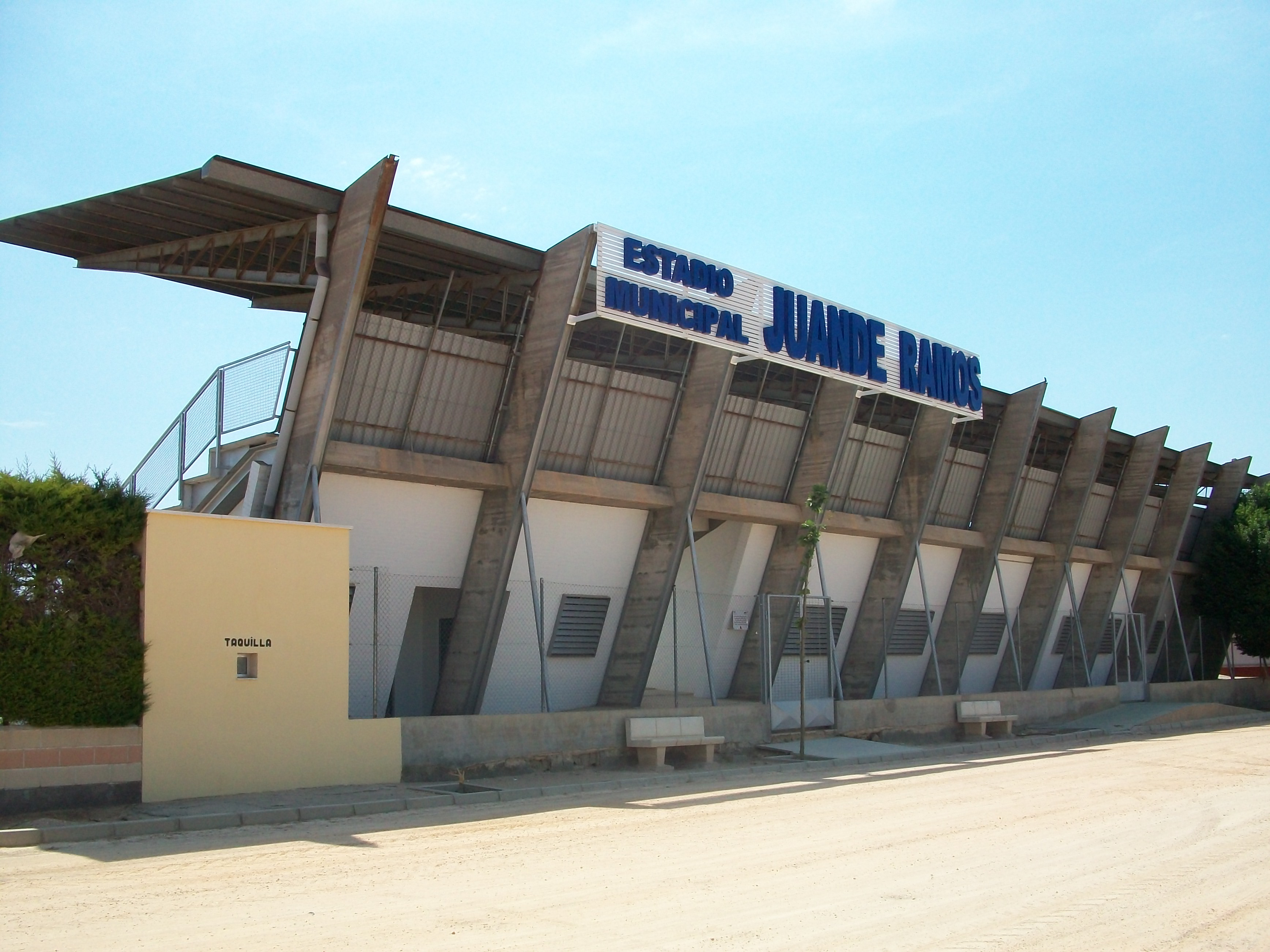
Estadio municipal Juande Ramos

#### Complejo deportivo
El complejo deportivo está formado por el campo de fútbol o estadio municipal Juande Ramos de césped natural; un campo de fútbol de tierra con velódromo; el pabellón polideportivo municipal; la piscina municipal; un campo de 40 por 20 metros de césped artificial; y una pista polideportiva de material sintético destinada para usuarios de menos de 12 años de edad, con canastas y porterías para la práctica de deportes como baloncesto, fútbol sala o balonmano. Junto a esta pequeña pista se encuentra una zona de juegos infantiles con superficie de caucho continuo, contando además con aparatos de gimnasia para mayores. También cuenta con dos pistas de Pádel que se inauguraron en 2009 y en 2010 respectivamente.

#### Fútbol
El primer equipo de fútbol se forma en 1917 y se le llamó F.C. Pedro Muñoz. En 1925 se inauguró el campo de El Balón. En 1935 se inauguraría el campo de La Hoya. El pueblo llegó a tener seis equipos que se unirían más tarde en el Atlántida. El F.C. Pedro Muñoz estuvo durante tres temporadas en tercera división. En la década de 1980 llegó a haber dos equipos en la liga regional y en la actualidad se encuentra el Atlético Pedro Muñoz. El 24 de marzo de 2007 el campo de fútbol del municipio se bautizó como estadio municipal Juande Ramos, en honor a uno de los deportistas que más lejos ha llegado en este deporte, Juande Ramos, que llegó a ser entrenador del Sevilla F.C. entre 2005 y 2008, y del Real Madrid C. F. hasta el 1 de junio de 2009.

#### Balonmano
En 1971 un equipo de balonmano de la localidad ganó la I Liga provincial, ascendiendo a Primera Categoría. Más tarde se formó el Deportivo Retamar, que cosecharía grandes éxitos.

## Servicios
El municipio a través del centro de servicios sociales cuenta con tres importantes proyectos: información y orientación; apoyo a la anidad convivencial y ayuda a domicilio; y prevención de la exclusión social. Vinculado al proyecto de prevención de la exclusión social existen tres instituciones: el aula Abre tus Ojos, el centro de día y la vivienda tutelada.

### Transporte
Pedro Muñoz es un núcleo de comunicaciones de grado medio. El municipio contaba con una estación de trenes en la despoblada Záncara (antiguo núcleo de población) que estaba muy alejada de la población y acabó cerrándose en el año 2000.

#### Carreteras
Las siguientes carreteras pasan por el término municipal de Pedro Muñoz:
- N-420, Córdoba-Tarragona;
- CM-3103, Quintanar de la Orden-Tomelloso;
- CM-3111, Pedro Muñoz-A-43 (en el término municipal de Villarrobledo).

La Nacional 420, con sus 803 kilómetros, es una de las más largas de España y sigue aproximadamente el trazado de la antigua calzada romana entre las antiguas Corduba y Tarraco. Además, la Autopista Ocaña-La Roda (AP-36) pasa por el municipio colindante de Mota del Cuervo.

#### Distancias
La localidad de Pedro Muñoz está bien comunicada por carretera. La siguiente tabla muestra las distancias de Pedro Muñoz a otros pueblos y ciudades, relevantes para sus habitantes.
| Capitales   | Distancia (km) | Ciudades             | Distancia (km) | Ciudades              | Distancia (km) |
| ----------- | -------------- | -------------------- | -------------- | --------------------- | -------------- |
| Albacete    | 123            | Tomelloso            | 29             | Mota del Cuervo       | 13             |
| Toledo      | 125            | Manzanares           | 66             | Quintanar de la Orden | 22             |
| Ciudad Real | 113            | Alcázar de San Juan  | 24             | Belmonte              | 29             |
| Cuenca      | 125            | Madridejos           | 56             | El Toboso             | 13             |
| Barcelona   | 600            | Villarrobledo        | 45             | Las Mesas             | 28             |
| Madrid      | 161            | Motilla del Palancar | 116            | Las Pedroñeras        | 31             |
| Valencia    | 258            | Valdepeñas           | 94             | Campo de Criptana     | 15             |

#### Transporte público
Existe una línea de autobuses interurbanos que conectan muchos puntos de la localidad con el centro de salud. También hay una importante red de autobuses que conecta el pueblo con Ciudad Real, Madrid y Valencia y otra que conecta Belmonte (Cuenca) con Alcázar de San Juan, pasando por Mota del Cuervo, Pedro Muñoz y Campo de Criptana.
Las estaciones ferroviarias más próximas son: la parada de Campo de Criptana o la estación ferroviaria de Alcázar de San Juan. Esta última ciudad es un importante nudo ferroviario que conecta con Madrid y con muchas ciudades del sur peninsular.

### Agua potable
La empresa encargada del abastecimiento de agua potable al municipio es Aqualia, o Gestión Integral del Agua S.A., perteneciente al Grupo FCC. El pueblo posee cuatro pozos de agua potable. El último pozo abierto y financiado por Aqualia y el Ayuntamiento de esta localidad es el de los Altillos, invirtiendo 36 000 € para llevar a cabo el proyecto por el aumento de la población e industria en el municipio y para asegurar el suministro durante el verano.

### Servicio de basuras
El servicio de basuras es llevado a cabo por la mancomunidad de servicios Consermancha, que se ocupa del tratamiento de basuras y del reciclaje de residuos mediante la separación selectiva de los mismos, asignando contenedores amarillos para los envases de plástico, metal y tetrabriks; contenedores azules para papel y cartón; y contenedores verdes para vidrio y cristal, además de los contenedores para residuos orgánicos. Esta mancomunidad integra 21 municipios de la Mancha. Junto al polígono industrial Serycal, al sur del casco urbano, se encuentra el punto limpio, donde existen una serie de contenedores destinados a otros desechos de mayor volumen, como chatarra electrónica o muebles viejos.

### Educación

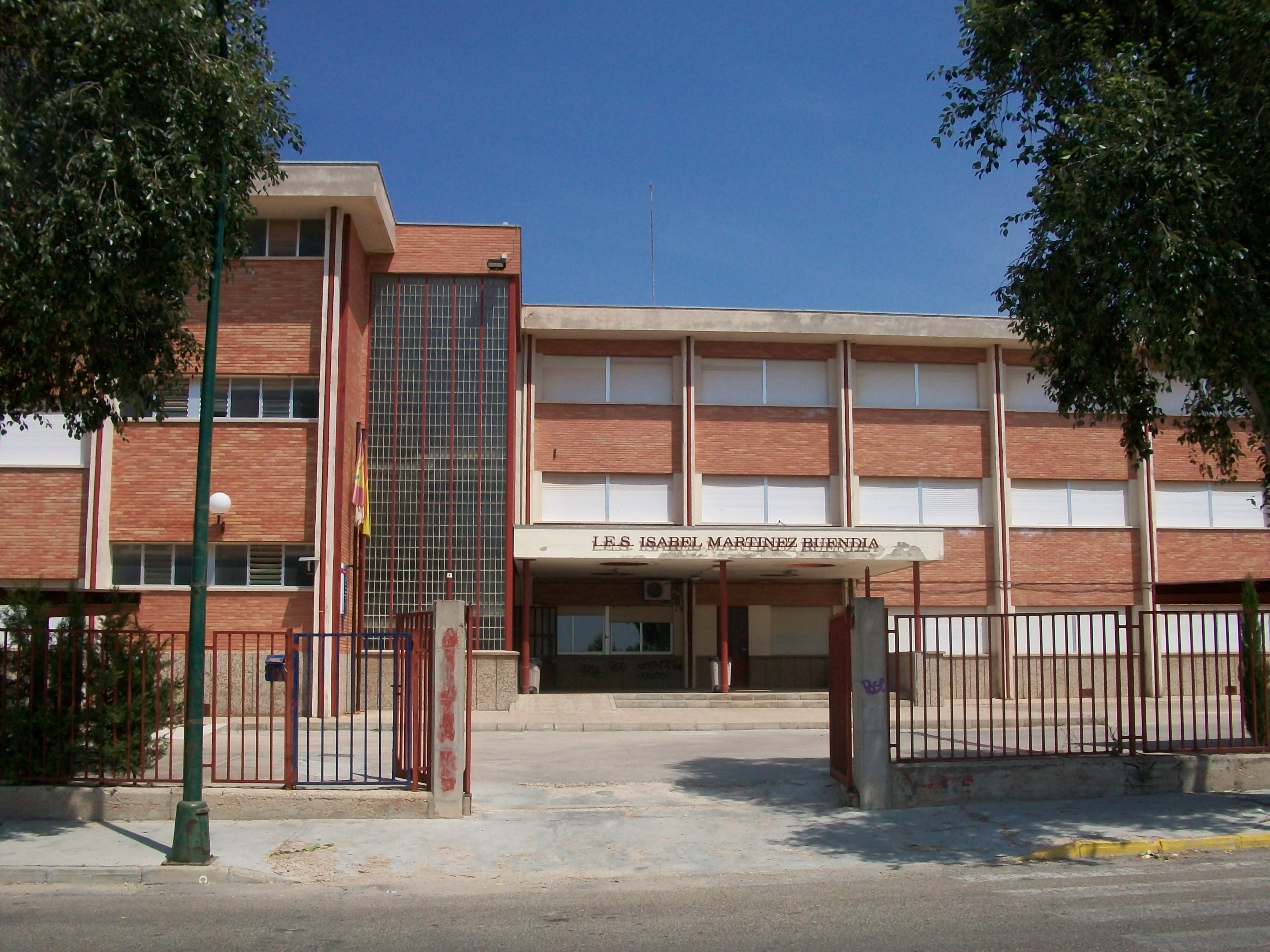
IES Isabel Martínez Buendía

La localidad cuenta con cuatro colegios: María Luisa Cañas, Maestro Juan de Ávila, El Hospitalillo y Nuestra Señora de los Ángeles este último conocido popularmente como «El Dieciocho».
El María Luisa Cañas contaba con otros dos centros afiliados conocidos popularmente como el Hospitalillo y el Cuartelillo, pero el llamado Hospitalillo con este mismo nombre y careciendo de gimnasio, formó otro nuevo colegio. El curso 2010-2011 los alumnos están distribuidos de la siguiente manera: María Luisa Cañas: 202 alumnos; Maestro Juan de Ávila: 172 alumnos, Nuestra Señora de los Ángeles: 154 alumnos; y El hospitalillo: 208 alumnos. Los colegios se encuentran anticuados y se ha pedido a la consejería de educación que palie las deficiencias pero sin llevar ningún proyecto a cabo hasta ahora.
Aunque el pueblo ya contaba desde 2013 con un comedor escolar municipal, en 2017 la Junta concedió un nuevo comedor escolar público que se abrió en el colegio público Nuestra Señora de los Ángeles.
También cuenta con un instituto llamado Isabel Martínez Buendía. La casa de cultura y biblioteca se encuentra en la plaza de España. Se imparten también clases a personas adultas de cursos de secundaria y bachiller en la «universidad popular», al igual que cursos de veranos para niños y jóvenes.

### Energía

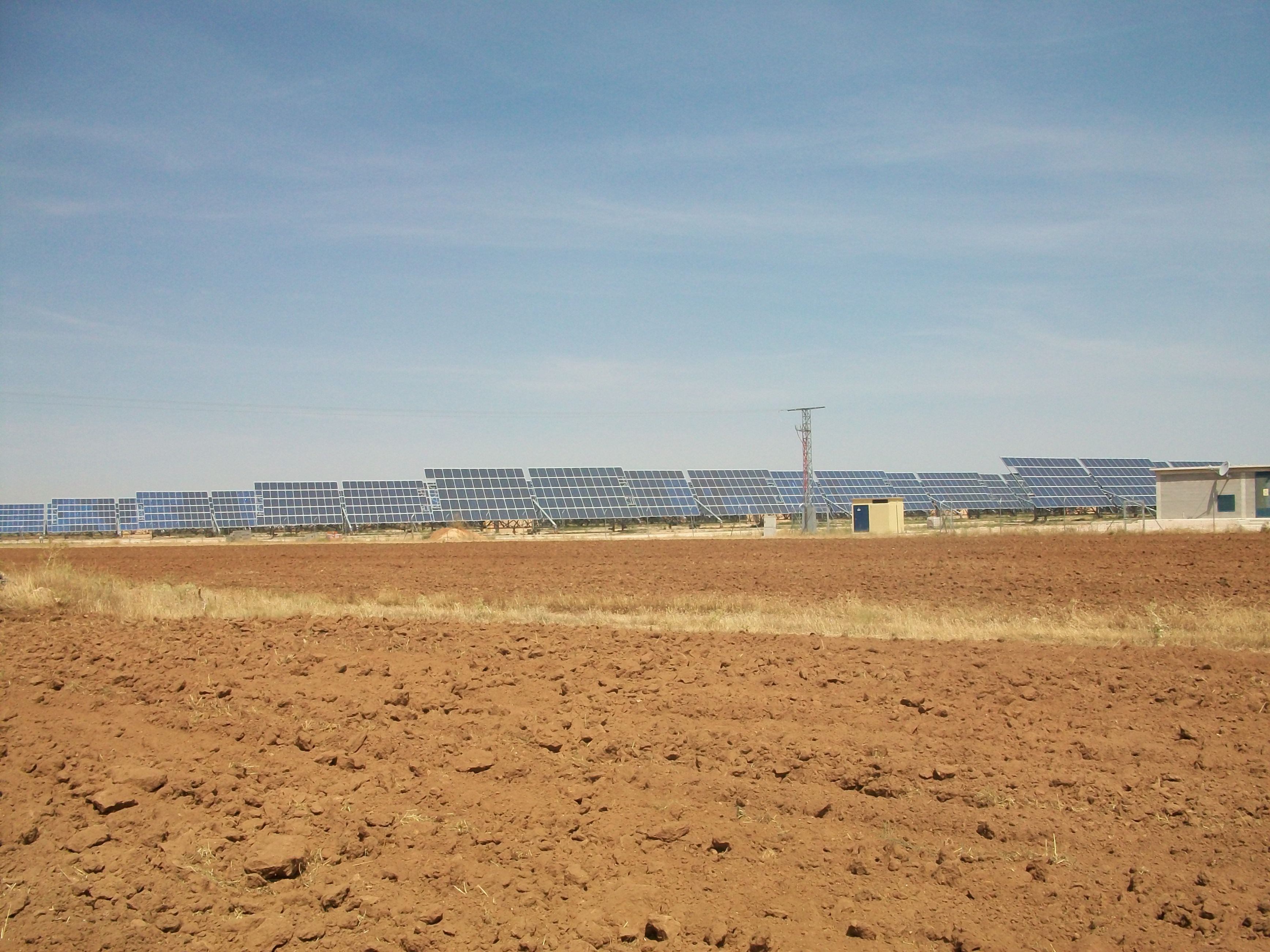
Parque solar fotovoltaico PV Eruela

La empresa encargada del abastecimiento de electricidad a la población es Unión Fenosa. El pueblo es abastecido desde el exterior, aunque también produce energía a través del parque fotovoltaico PV Eruela, de la empresa Solventus, ubicado en la N-420 entre Campo de Criptana y Pedro Muñoz y que produce 7 MW al año.
Desde finales de 2016 el municipio dispone de gas natural y da servicio a más de 3900 viviendas (el 70 % de la población) de la que se construyó para ello más de 20 kilómetros de red de distribución.

### Sanidad

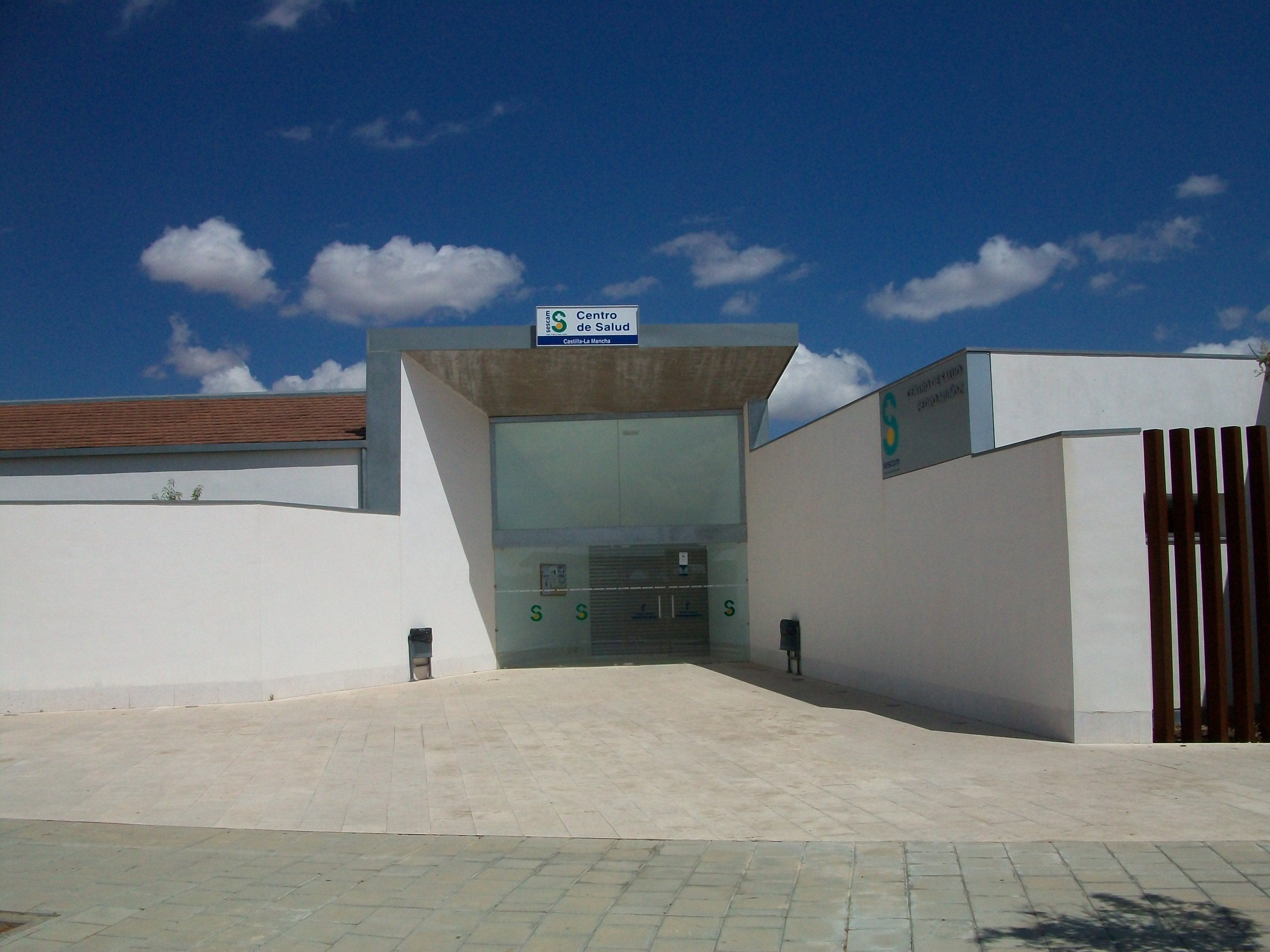
Centro de atención primaria de Pedro Muñoz

El municipio cuenta con un centro de atención primaria dependiente del Servicio de Salud de Castilla-La Mancha (SESCAM) situado en la avenida de las Américas. Es de una sola planta para facilitar la utilización de este complejo por todo tipo de usuarios. El edificio posee cuatro consultas de medicina general, cuatro de enfermería, una consulta de pediatría vinculada a otra consulta de enfermería. Como unidades de apoyo el centro posee un gabinete odontológico, de una zona de fisioterapia, con una consulta, sala de cinesiterapia con boxes, almacenes y vestuarios, además de una sala de preparación al parto con su correspondiente consulta para la matrona.
Además tiene una sala de extracciones y una zona de urgencias, con consulta, área de tratamiento y observación. Asimismo, cuentan con un almacén general y cuartos de basura. El equipo de atención primaria de la zona básica de salud del municipio está compuesto por cuatro médicos de familia y un pediatra, cinco enfermeras y dos auxiliares administrativos.

### Seguridad
Como en toda España la localidad cuenta con el servicio de emergencias 112. La plantilla de la policía local está formada por un subinspector jefe, dos oficiales y diez agentes, más un auxiliar administrativo y un policía en segunda actividad, que hace servicio de atención al público por la tarde. Además cuenta con un grupo de protección civil y un cuerpo de bomberos. Cuenta con un Cuartel de la Guardia Civil, al mando de un Sargento, un Cabo y 16 Guardias Civiles, que son los garantes de la seguridad ciudadana del municipio y alrededores.

### Residencia geriátrica
En julio de 2021 fue inaugurada la residencia de personas mayores Cuna del Mayo con una capacidad de alrededor de 50 usuarios.

## Localidades hermanadas
El hermanamiento de ciudades fue una idea europea que surgió tras la Segunda Guerra Mundial. Los hermanamientos se hacen desde entonces entre ciudades o pueblos de diferentes países del mundo o, incluso, entre regiones de un mismo país con el fin de estrechar lazos y llegar a una mejor comprensión de otras naciones con la idea de evitar así nuevos conflictos bélicos en el futuro. Concrétamente Pedro Muñoz está hermanada con:
- Haute-Goulaine, una pequeña ciudad francesa de la región de los Países del Loira y muy cercana a la ciudad de Nantes. Esta ciudad comparte muchas similitudes con este pueblo como un número de habitantes similar (5439 habitantes según el INSEE en 2006), el cultivo de la vid, el emprendimiento económico y las lagunas que poseen ambas poblaciones.[71]

## Personas destacadas
A lo largo de su historia Pedro Muñoz ha proporcionado multitud de personajes dignos de mención por su brillantez, valentía o nobleza. Estos personajes, ya fallecidos, se encuentran en la siguiente sección llamada personajes históricos. Los personajes actuales son personas famosas que, al igual que los anteriores, han hecho de este municipio un lugar con renombre, destacando en la política, los deportes, las artes, etc.
Históricas
- Juan Mayordomo, refundador del pueblo en 1525, llegó al pueblo como expulsado de Cervera del Llano por enfrentarse al marqués de Villena y logró ser el primer alcalde tras haber conseguido repoblar de nuevo la aldea.
- Manuel Gallardo (1642-1718) fue capellán de regimiento, predicador del rey y comisario de Jerusalén por las provincias de Sicilia.
- Francisco Castillo (1664-1714) fue maestro en filosofía y teología además de rector del colegio Santo Tomás de Alcalá y calificador del Santo Oficio de la Inquisición.
- Felipe Sanz (1683-1770), fue dominico, rector del colegio de Santo Tomás de Alcalá y prior en los Conventos de Toledo y Cuenca.
- Jesús Chocano Olivares (1854-?) fue un alférez de infantería que participó en la toma de Montejurra y Monjardín. Consiguió dos medallas por méritos de guerra y se retiró por motivos de salud.
- Julián del Pozo y la Orden (1849-1900) fue un famoso pintor de finales del siglo XIX y principios del siglo XX. Recibió varias condecoraciones, destacando en la Escuela Especial de Pintura con la obtención de la Medalla al mérito. Hay varias muestras de su pintura en la casa de la Paca.
- Federico Rafael Soriano Cañas (1879-?), hijo de Luis Soriano (médico que da nombre a una calle del pueblo) y licenciado en Derecho, fue oficial de los cuerpos administrativos, contador de fondos de la administración local; Jefe del círculo de la Unión Mercantil e Industrial y secretario de la Diputación Provincial de Madrid; además de haber sido secretario particular del duque de Valencia. Fue famoso por haber sido un escritor costumbrista.
- Manuel Fraile Valles, ingeniero de caminos, puertos y canales, Caballero de la Orden de Carlos III, en 1856, ingeniero jefe de la provincia de Albacete, realizó obras de ingeniería en el pueblo en pleno siglo XIX tras adquirir el molino de la Cubeta. Las obras consistieron en canales, vías e invirtió muchísimo en la economía del municipio. Fue el artífice de que el pueblo resurgiera en el siglo XIX.

Contemporáneas
- Juande Ramos, entrenador de fútbol
- Marcos Jurado, ciclista
- Santiago Garci, pintor
- Alejandro Muñoz Pulpón, ciclista